# Володимир Святославич
Володи́мир Святосла́вич також відомий як Володи́мир Вели́кий (960/963 — 1015) — великий князь київський (979—1015), князь новгородський (970—988). Хреститель Русі.
Син київського князя Святослава Ігоровича від ключниці Малуші. Онук київської княгині Ольги, батько київського князя Ярослава Мудрого. Молодший брат і наступник київського князя Ярополка Святославича. Засновник династії Володимировичів. 
Захопив київський престол після міжусобної боротьби з братом (977—979). Приєднав до Київської Русі землі білих хорватів і дулібів (981), в'ятичів (982), ятвягів (983), радимичів (984). Воював проти булгар (985), греків (988), вірмен (1000), поляків (1001), печенігів (996, 1015). Ініціював та сприяв хрещенню Русі у 988 році, та утворенню Київської митрополії під патронатом патріарха Константинопольського. Розширив межі столиці Києва, збудував Десятинну церкву (996). Першим із руських князів розпочав карбувати власну золоту монету. Заснував Володимир (988) та інші міста. Використовував особистий знак «тризуб», що став у XX столітті гербом України. Помер у Берестовському палаці поблизу Києва.
Канонізований Католицькою і Православною церквами як рівноапостольний святий.

## Імена
- Володи́мир Святосла́вич (д.-рус. Володимѣръ Свѧтославичъ, Ст҃ославичь) — ім'я, що згадується у літописах. У різних списках писалося як «Володимѣръ» або «Володимеръ» зі східнослов'янським повноголоссям. У церковнослов'янських джерелах — церк.-слов. Владимѣръ.
- Володимир Великий — з прізвиськом.
- Володимир Святий, Володимир-Хреститель — імена, що вживаються в християнській та церковній літературі.
- Володи́мир І — у західній історіографії з номером правителя.
  - Володи́мир І Ки́ївський — за назвою князівства.
  - Володи́мир І Новгоро́дський — за назвою князівства.
- Васи́ль — хрещене ім'я.
- Володи́мир-Васи́ль Святосла́вич — комбіноване ім'я.
- Вальдимар (давньоскан. Valdimarr) — у скандинавських сагах про Еймунда і Дітріха[6] як конунг Гольмгарду (Холмогороду)[7].
- Володимир Красне-Сонечко — ім'я, що вживається у билинах та фольклорі.

## Біографія

### Народження і дитинство
Дата народження Володимира невідома. Науковці в різні часи висували різні версії — між 942 і 970 роками (зокрема, Леонтій Войтович вважає, що не пізніше 963 року). Батько Володимира Святослав народився, ймовірно, близько 938 року, а старший син Володимира — близько 979-го і не пізніше 980 року. Володимир міг народитися не раніше весни 954, коли Святославу було 16—17 років (навіть роки на 3 пізніше, бо Володимир був наймолодшим із синів Святослава), і точно не пізніше весни 963 року. Твердження літописця, що Володимир на момент сватання до Рогнеди (зима 977—978 років) був «детеск», не заперечує ці цифри.
Як повідомляють пізніші джерела XVI століття (Устюзький і Никонівський літописи), Володимир Святославич народився в селі Будутині, куди розгнівана Ольга відіслала вагітну ним Малку (Малушу).
|  | «Володимеръ бо бѣ от Малки, ключницы Олгинь; Малка жъ бѣ сестра Добрѣне, и бѣ Добрѣня дядя Володимеру. И бѣ рождение Володимеру в Будутине вѣси; тамо бо в гнѣве отслала ея Олга: село бо бяше ея тамо и умираючи даде его святей Богородицы.» (Никонівський літопис). |

У російській історіографії була популярна версія за якою Будутина весь — це село Будник (зараз урочище Буденик) під Псковом.
За гіпотезою волинського краєзнавця Ю. Диби, літописне Будутино — це сучасне волинське село Будятичі, яке є околицею міста Нововолинська. Проте Західна Волинь і Підкарпаття були завойовані Володимиром лише у 981 році, що ставить дану версію під сумнів.
Згідно з іншою версією, Володимир народився в селі Будаївка, перейменованого в 1924 році на Боярка Київської області, на території якого донині існує городище I-го тисячоліття, оточене штучним руслом, відведеним від колишньої річки Бобредь. Відомості про існування городища з палацом на ньому існують у Ставропігійній грамоті Андрія Боголюбського 1159 року.
Про подальшу долю матері Малки літописи не повідомляють, а малолітній Володимир повернувся до Києва, де перебував під наглядом княгині Ольги. Вихованням його керував імовірно дядько по матері Добриня, оскільки у звичаях Київської Русі було довіряти виховання спадкоємців членам старшої дружини.

### Завоювання київського престолу
Після загибелі 972 року князя Святослава князівство було поділено між його синами на три частини. Києвом керував його законний син Ярополк. Восени 976 року розгорілася міжусобна війна між Володимиром і легітимними синами Святослава, яку підняв київський воєвода Свенельд. Син воєводи Лют був убитий слугами Олега, за що той підбурив князя Ярополка піти війною проти брата. Під час бойових дій Олега вбили його ж воїни, скинувши з коня.
Володимир, рятуючись, втік до свого дядька у Швецію, де одразу ж одружився з Оловою і набрав з Добринею варязьке військо і повернувшись восени 978 року спершу до Новгорода, почав війну проти київського князя.
Володимир захопив місто Полоцьк, перебивши сім'ю варязького правителя міста Рогволода. З його дочкою Рогнедою, засватану за Ярополка, він насильно одружився. Таким способом було «узаконено» приєднання Полоцького князівства. Потім із великим варязьким військом Володимир обложив Київ, де замкнувся Ярополк. Згідно з літописом слуга Ярополка по імені Блуд, підкуплений Володимиром, залякавши заколотом киян, змусив Ярополка утекти в маленьке містечко Родня.
У Родні Володимир заманив Ярополка на переговори, де двоє варягів «підняли його мечами попід пазухи». Вагітну дружину Ярополка, колишню грецьку черницю, Володимир взяв у наложниці.
Коли варязьке військо, яке привів Володимир зі Швеції, стало вимагати собі за службу данину з киян, Володимир обіцяв їм, але через місяць відмовився. Частину варягів відіслав на службу в Константинополь, порадивши візантійському імператору розвести їх по різних місцях. Іншу частину варязьких найманців Володимир залишив собі для управління містами.

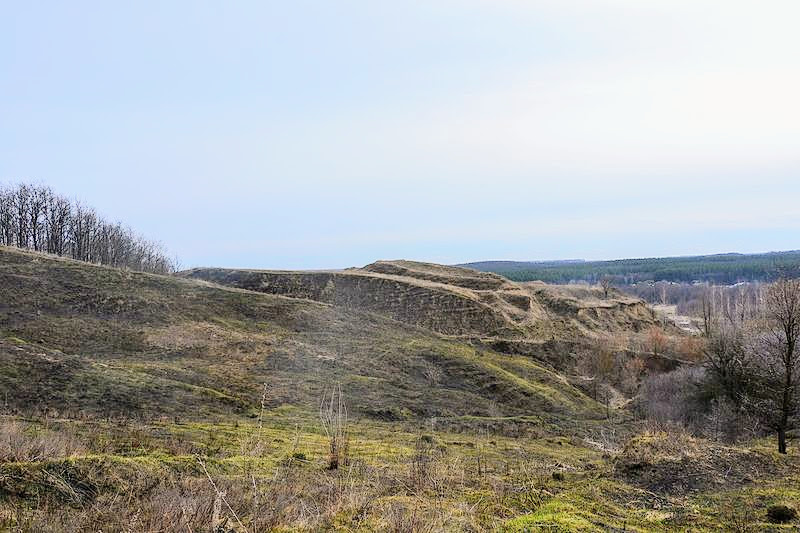
Залишки городища в селі Заріччя. Укріплення було збудоване за часів правління князя Володимира

За «Повісті врем'яних літ» Володимир вокняжився у Києві 980 року. Згідно з раннім «Житієм Володимира монаха Якова» («Пам'ять і похвала князю Володимиру», 2-га половина XI століття) це сталося 11 червня 6486 (978 року). Згідно з Яковом Мніхом, це сталось «въсмое» літо по смерті Святослава, тобто у 979 році (972+7). Але може бути, що «въсмое» літо насправді означає «въ смое», тобто не восьмий, а сьомий рік і справді відповідає 978 року. Що ж до літописних звісток, що Святослав княжив 28 років, Ярополк 8, а Володимир 37, то тут нічого страшного, бо з 8 років, Ярополк 2 роки був формальним співправителем батька. При додаванні 27 (літописні «28» округлені з 27) до 8 і відніманні 2 років при сумуванні результатів до 945 року (початок правління Святослава) вийде теж 978 рік. Зайняв Київський престол Володимир у 18—20-річному віці.

### Язичницька реформа

Зображення Володимира Великого на златнику власного карбування.

Новий князь київський ужив заходів щодо реформи язичницького культу. Спорудив у Києві капище з ідолами шести головних богів слов'янського язичництва (Перуна, Хорса, Дажбога, Стрибога, Семаргла та Мокоші, без Велеса), також є відомості, що за Володимира Великого (до його хрещення) існувала практика людських жертвопринесень богам. Людські жертвоприношення існували у Київській Русі і до Володимира, про що відомо з опису візантійським істориком Левом Дияконом жертвопринесень дітей військом Святослава Хороброго.
Оскільки існують непрямі відомості про симпатії колишнього князя Ярополка до християнської віри і його контакти з латинським Заходом, то досить імовірним є припущення про язичницьку реакцію при Володимирі, тобто боротьбу з християнством, яке утверджувалось за його попередника. Археологічним підтвердженням цього може бути знахідка на місці пантеону Володимира залишків кам'яної будови зі слідами фрескового живопису, тобто церкви, яка могла бути побудованою ще за Аскольда — першого князя-християнина Київської Русі. Можливо, що цю церкву зруйнував Ярополк. Під час язичницького жертвоприношення у Києві загинули одні з перших християнських мучеників на Русі — варяги Федір та Іван.
«Повість врем'яних літ» так передає образ життя Володимира до хрещення:
| «Був же Володимир переможений похіттю, і були у нього дружини [...], а наложниць було у нього 300 у Вишгороді, 300 в Білгороді і 200 на Берестові, у сельці, яке називають зараз Берестове. І був він ненаситний в блуді, приводячи до себе заміжніх жінок та розтліваючи дівчат». |
Православні джерела стверджують, що після хрещення князь звільнив від подружніх обов'язків усіх колишніх язичницьких дружин. Рогнеді він запропонував обрати чоловіка, але після пережитого вона відмовилась і прийняла чернечий постриг.

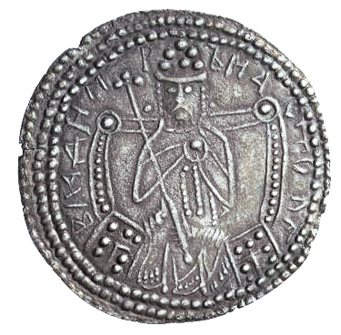
Зображення Володимира Великого на срібнику (X—XI ст.)

### Походи

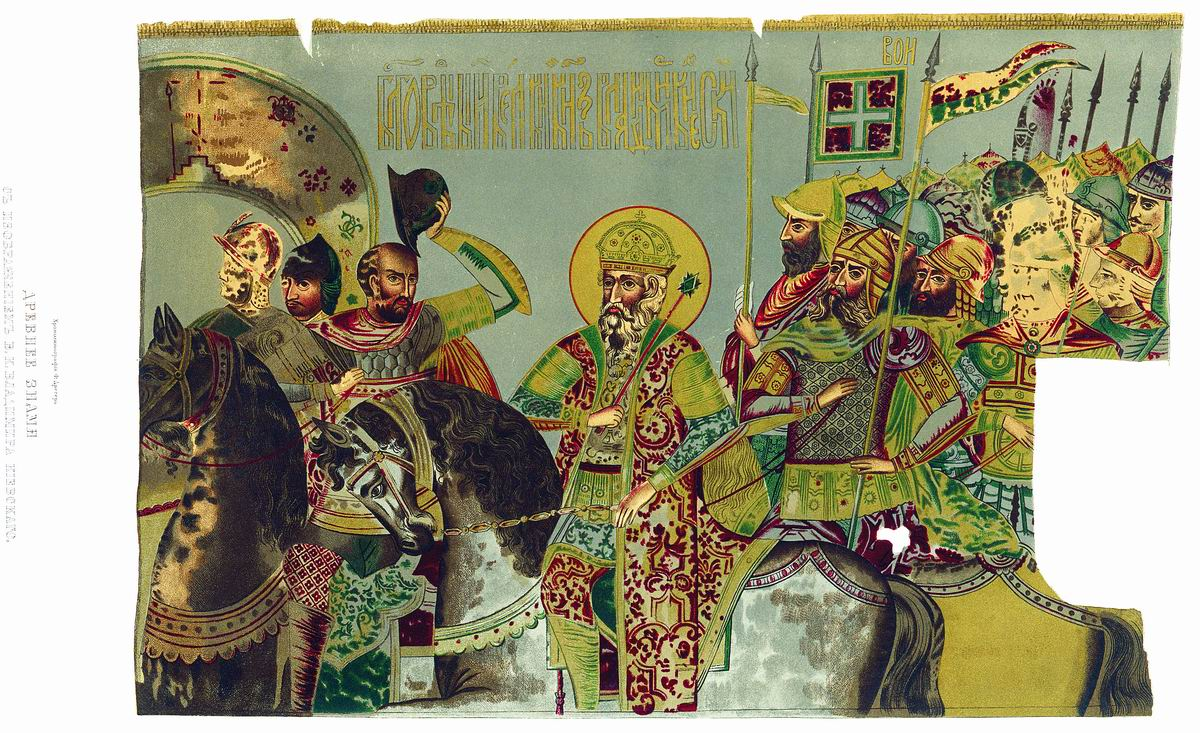
Імовірне зображення Володимира з дружиною. Замальовка прапора привезеного з Речі Посполитої до Московії Федором Ключарєвим

Літопис каже, що 981 року Володимир пішов на Перемишль.
982 року Володимир вдруге пішов походом на в'ятичів, які повстали проти князя.
983 року «пішов Володимир на ятвягів і взяв землю їх».
984 року пішов Володимир на радимичів і підкорив їх владі київській.
985 року Володимир Святославич виступив проти Волзької Булгарії. Війна тривала з перемінним успіхом і незабаром обидві сторони погодились на мир. Умови його влаштовували більше булгар, бо булгари клялися, що «тогда не буди межди нами мира, егда камень начнет по воде плавати, а хмель погрязнути». Мир із Булгарією скріпили черговим шлюбом князя.
Головним результатом Корсунського походу (осінь 987 — весна 988 років) було не тільки прийняття християнства у Київській Русі (988), але й союз із Візантією, якій скріпили черговим шлюбом із принцесою Анною, дочкою імператора Романа II (938—963) та сестрою діючого імператора Василія II Болгаробійця. Анна народилася 963 року і померла 1011 року.
993 року «пішов Володимир на хорватів» («Повість временних літ»). Українські історики вважають, що у результаті цього походу було зруйноване велике місто білих хорватів (городище Стільсько).
Володимир Святославич першим із київських князів почав карбувати власні монети. Златник важив 4,2 грама і за вартістю був рівним візантійській номізмі та арабському динару. Це була високохудожня монета з гербом-тризубом, портретом князя і словесною легендою на аверсі. На зворотному боці (реверсі) зобразили Христа Спасителя. Такими ж були і ранні срібники з легендою «Володимир на столі — а се його срібло». Пізніші срібники на звороті замість зображення Христа Спасителя мали тільки тризуб.
Володимир-Василь Святославич помер 15 липня 1015 року в своїй приміській резиденції Берестові. Останки Володимира вночі таємно перевезли до Києва і поховали в мармуровому саркофазі збудованої ним Десятинної церкви.

### Хрещення

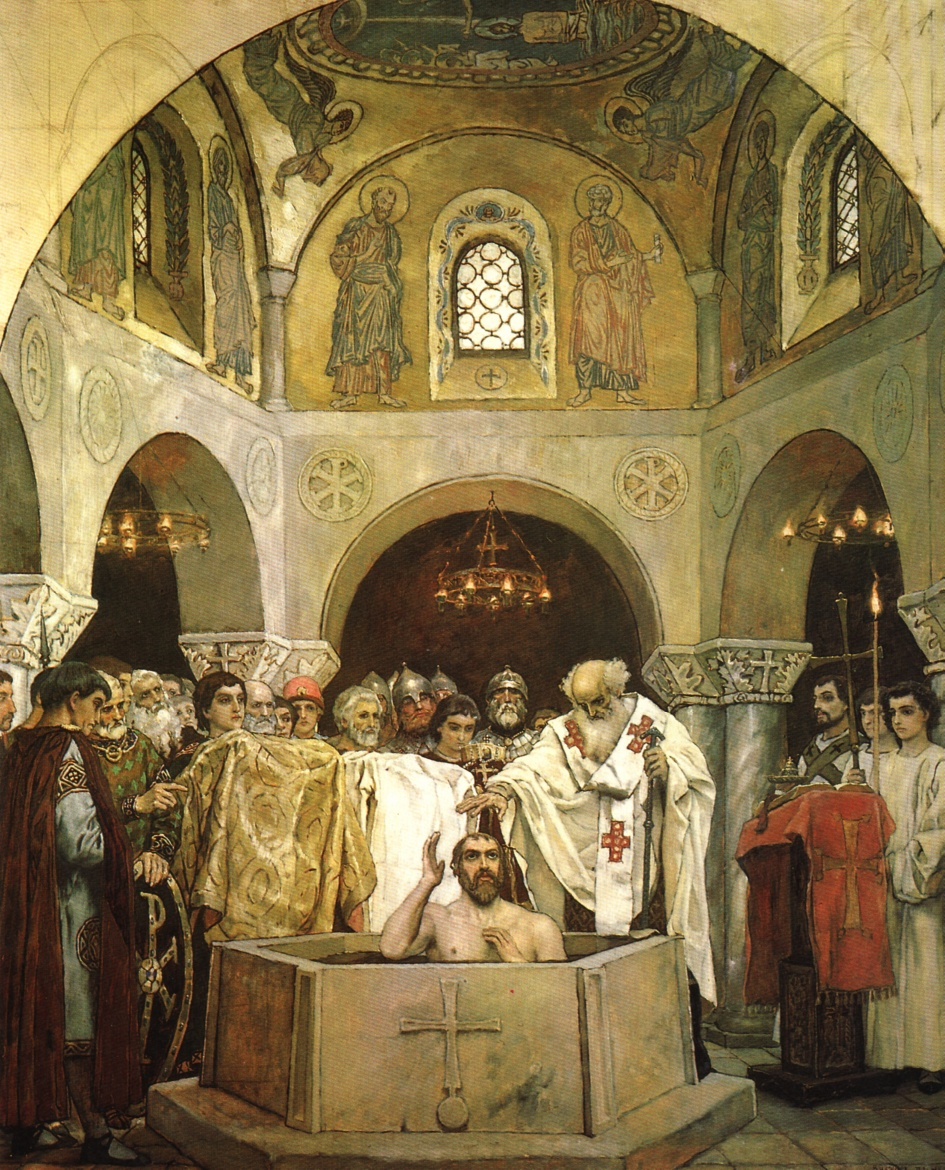
Хрещення святого князя Володимира. Фреска В. М. Васнецова у Володимирському соборі Києва, 1890

8 років на Старокиївській горі навпроти княжого двору простояв облаштований Володимиром храм-капище, уособлюючи останню хвилю язичництва. На той час єдинобожжя у різних формах (християнство, іслам, юдаїзм) вже поширилося в тогочасному світі. Тоді на східнослов'янських землях, особливо у великих містах, поряд із язичниками існували спільноти християн, мусульман, юдеїв тощо. Постало питання вибору одного з єдинобожних віровчень як державного. Після довгих вагань Володимир Святославич разом з оточенням зупинив свій вибір на християнстві — віровченні Візантійської імперії, найвпливовішої держави тогочасного світу.
Безпосереднім поштовхом стала політико-династична боротьба у центрі тодішнього цивілізованого світу Константинополі. Молодий спадкоємець престолу — старший син імператора Романа II — Василій (976—1025) був генералами, вельможами та коханцями своєї матері поступово усунутий на політичне узбіччя. У віці 18 років, він за законам мав право очолити державні справи. Але його противники швидко об'єднали свої сили і восени 987 року, зібравши армію в Малій Азії, оголосили контр-імператором фактичного регента, племінника імператора Барда Фоку. Невдовзі узурпатора визнали імператором Мала Азія, Вірменія та Грузія. Молодому спадкоємцю Василію II загрожувала катастрофа, і він звернувся за допомогою до київського князя Володимира, пославши до нього посольство взимку 987—988 років. Той погодився, але за умови, що Василь ІІ віддасть йому руку своєї сестри Анни; до угоди був доданий ще один пункт — Володимир зобов'язувався охреститися разом з усім народом своєї країни, а вони «народ великий» (як записав один із тогочасних східних авторів).
Наприкінці 987 року Володимир послав 6-тисячне військо варязьких вояків, яке навесні 988 року разом з армією Василія II розбила збройні сили Фоки. Відтоді варяги стали «озброєною сокирами гвардією» — ядром охорони візантійських імператорів. Але Василь ІІ не квапився віддавати багрянородну, тобто царствену від народження сестру. Тому у липні 988 року Володимир взяв в облогу Корсунь, і протягом дев'яти місяців таки здобув його. Про це є згадка у Лева Диякона. Згідно з ним, узяття тавроскіфами Корсуня супроводжувалося «вогняними стовпами». Вважається, що мова тут іде про «вогненний стовп» поблизу Каїра, якого спостерігали 7—12 квітня 989 року. Версія Богданової Н. М., що слово «ознаменували» вказує на доконану подію, допомагає вирахувати, що взяття Корсуня відбулося в березні 989 року. Уклавши в Корсуні шлюб із царівною, Володимир разом із дружиною повернувся до Києва, де почав насаджувати християнство.
Основні складові сюжетної лінії Корсунської легенди, у якій висвітлено події Володимирового хрещення, буквально збігаються з повір'ями, пов'язаними зі святим джерелом та чудотворною іконою Пресвятої Богородиці в селі Будятичі (ототожнюваних із місцем народження Володимира). Ця обставина свідчить про те, що в Будятичах функціювали легенди про Святителя Київської Русі. Доказом давності цієї легендарної традиції, яка не зазнала впливів кабінетного зацікавлення літописами, є відсутність прямого вживання імені Володимира.
Час і місце його особистого хрещення дискусійні, натомість хрещення киян, яке він здійснив відразу після Корсунського походу, літопис упевнено датував 988 року, описуючи його так:
|  | І коли прибув, повелів він поскидати кумирів — тих порубати, а других вогню оддати. Перуна ж повелів він прив'язати коневі до хвоста і волочити з Гори по Боричевому [узвозу] на Ручай, і дванадцятьох мужів приставив бити [його] палицями… Потім же Володимир послав посланців своїх по всьому городу, говорячи: «Якщо не з'явиться хто завтра на ріці — багатий, чи убогий, чи старець, чи раб, — то мені той противником буде…» А назавтра вийшов Володимир з попами цесарициними і корсунськими на Дніпро. І зійшлося людей без ліку, і влізли вони у воду… а попи, стоячи, молитви творили. І було видіти радість велику на небі й на землі, що стільки душ спасається… |

Християнізація в Європі іноді просувалася з труднощами, долаючи спалахи опору язичницьких жерців та їх прихильників. Якщо у Києві хрещення відбувалося без перешкод, як пише літопис, завдяки винятковому авторитету князя («Повість временних літ», 988 рік), то у північних володіннях Київської Русі все було інакше. Так, мешканців Новгорода вдалося охрестити лише наступного року, після придушення повстання, організованого місцевим жерцем Велеса. Майже через 100 років літопис зафіксував спалахи язичницького спротиву, що також мало місце у Ростовській землі. Найконсервативніший з обрядів — поховальний — зберігав елементи язичництва аж до межі XII—XIII століття. Яскравим феноменом поверхневого закорінення християнського світосприйняття є язичницькі алюзії знаменитого «Слова о полку Ігоревім» (кінець XII століття): автор практично не апелював до християнської символіки, натомість розлого покликався на язичницьку, згадавши Дажбога, Велеса, Хорса, Стрибога та інших.

## Двори Володимира в Києві
Згідно з літописами, Володимир сів на престол на теремному дворі, якій літописець називає «отчим» (тобто Святославовим), а помер на дворі у Берестовому. Водночас навколо Десятинної церкви археологічно були знайдені рештки трьох палацових споруд доби Володимира (кінець X — початок XI ст.) — на північний схід, південний схід та південний захід від церкви. За С. І. Климовським Володимир постійно мешкав на дворі в Берестовому, а палаци біля Десятинної побудував для грецьких митрополитів і дружини Анни — візантійської принцеси.

### Двір у Берестовому

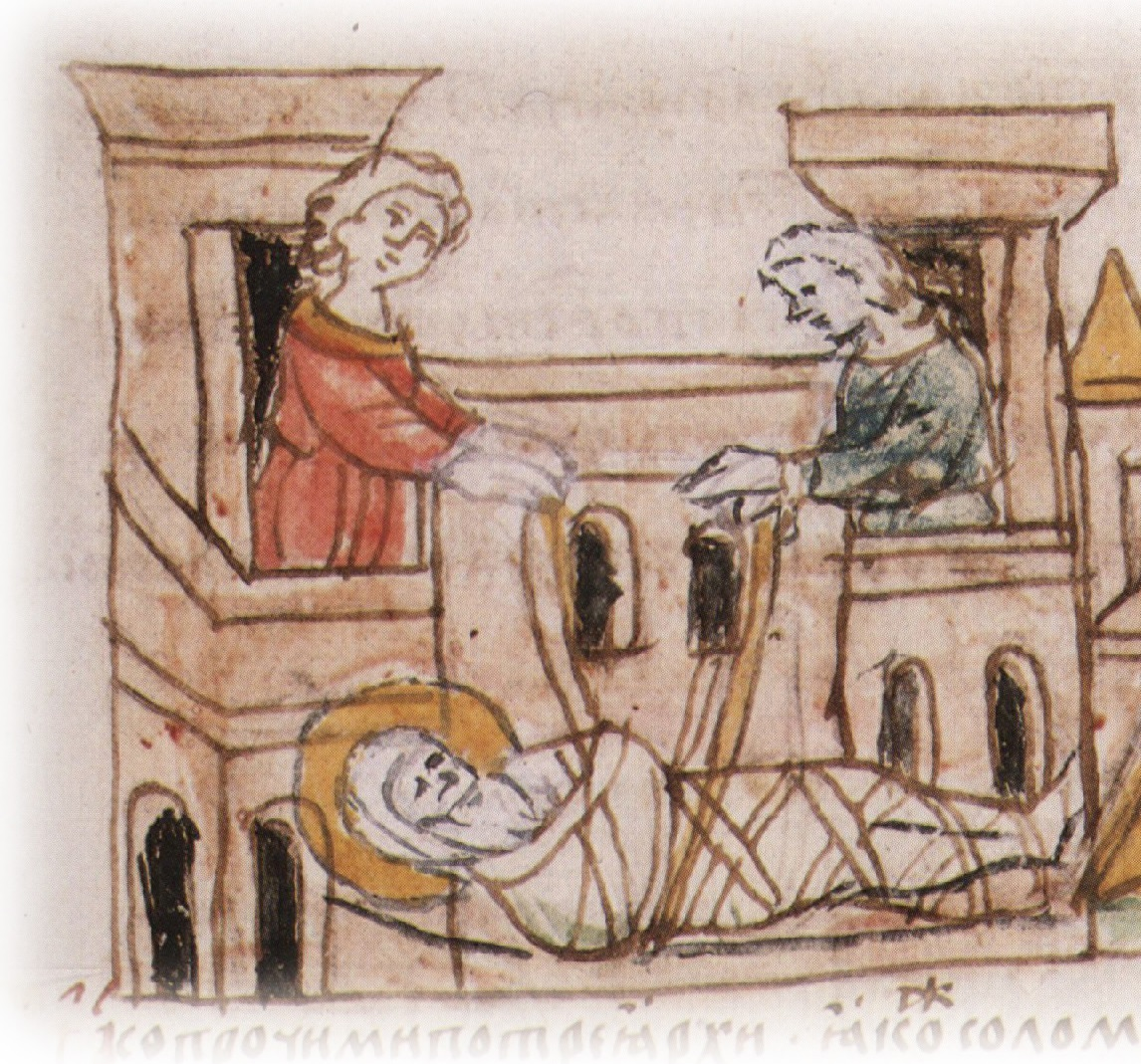
Тіло Володимира спускають з Берестовського палацу (мініатюра Радзивіллівського літопису).

Різні дослідники трактують цей двір або як заміську резиденцію, або ж як повноцінний княжий двір (М. К. Каргер, С. І. Климовський). За думкою Климовського, Берестове було місцем постійного мешкання Володимира і Ярослава, при чому воно було тісно пов'язано з Угорським із його колишнім двором Аскольда і Діра, виникнувши як посад навколо нього.
Двір у Берестовому згаданий у Повісті временних літ як місце смерті князя Володимира в 1015 році. Під 980 роком Повість временних літ повідомляє про знаходження «на Берестовім» 200 наложниць Володимира (окрім 300 у Вишгороді і 300 у Білгороді), при чому Берестове названо «сільцем». Також літопис повідомляє про Ярослава, що він «любяще Берестовое». Сини Ярослава, Святослав і Всеволод, вигнавши 1073 року з Києва свого брата Ізяслава (до цього усі три брати правили Руссю спільно), сели на стол (тобто на престол) в Берестовому, що красномовно показує цей двір як офіційну князівську резиденцію. У 1096 році двір у Берестовому був спалений половецьким ханом Боняком. Імовірно невдовзі він був відбудований, позаяк в 1113 році в ньому відбулась нарада Володимира Мономаха з його боярами.
Літописна розповідь про обставини смерті і поховання Володимира, дає доволі багато інформації про княжий палац у Берестовому. Тіло князя, розібравши частину стіни, спустили на землю вірьовками. Таким чином, палац мав, щонайменше, два поверхи, був дерев'яним або принаймні дерев'яним був другий поверх (що зрозуміло з фрази «межи клетьми проимавше помост»), а палати князя були на другому поверсі. Також двір мав власну церкву — Святих Апостолів, збудовану Володимиром або Ярославом. Пресвітером цієї церкви зокрема був Іларіон — згодом, за ініціативою Ярослава, руський митрополит. Імовірно саме в Берестовому зав'язались довірливі стосунки Іларіона та Ярослава.

## Сім'я
- Батько: Святослав (?—972), великий князь київський (945—972)
- Мати: Малуша
- Брати:
  - Ярополк Святославич (?—980), великий князь київський (972—980)
  - Олег Святославич (?—977), князь древлянський (970—977)

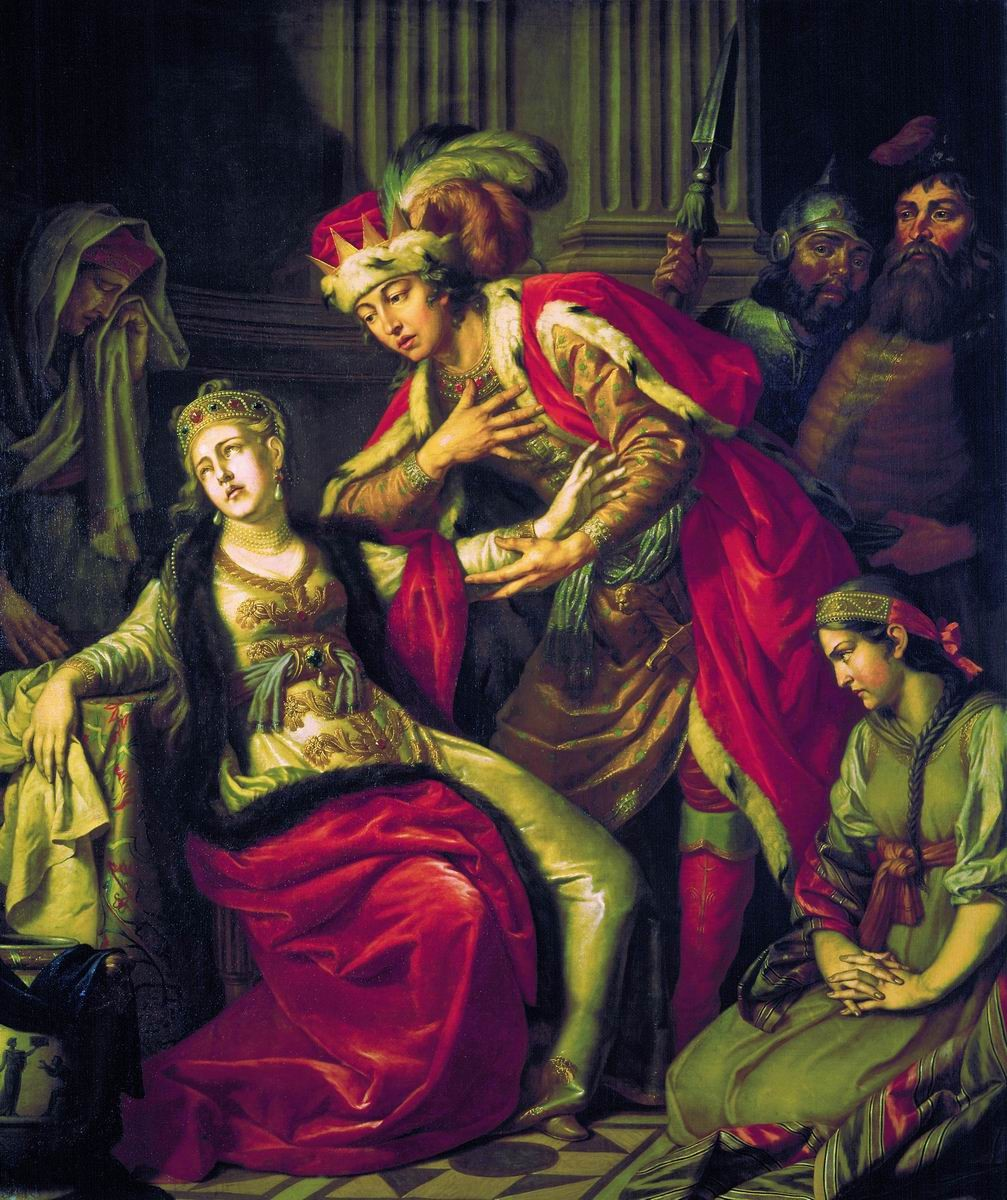
Володимир і Рогнеда, картина Антона Лосенка (1770 р.)

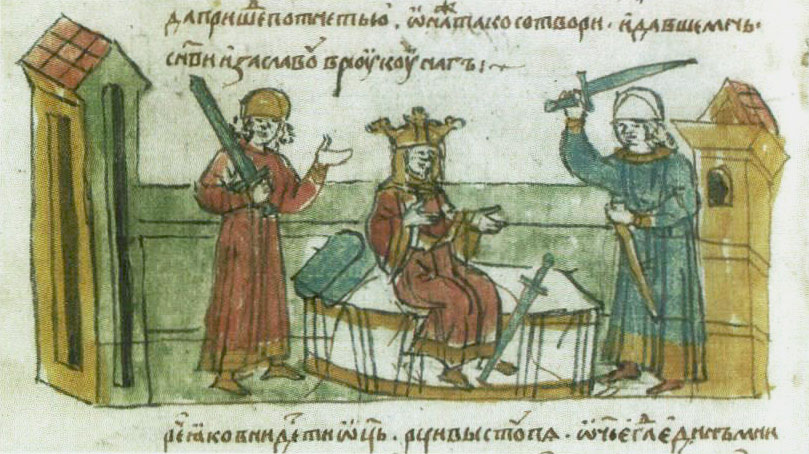
Володимир, Ізяслав і Рогнеда. Мініатюра з Радзивилівського ліпопису

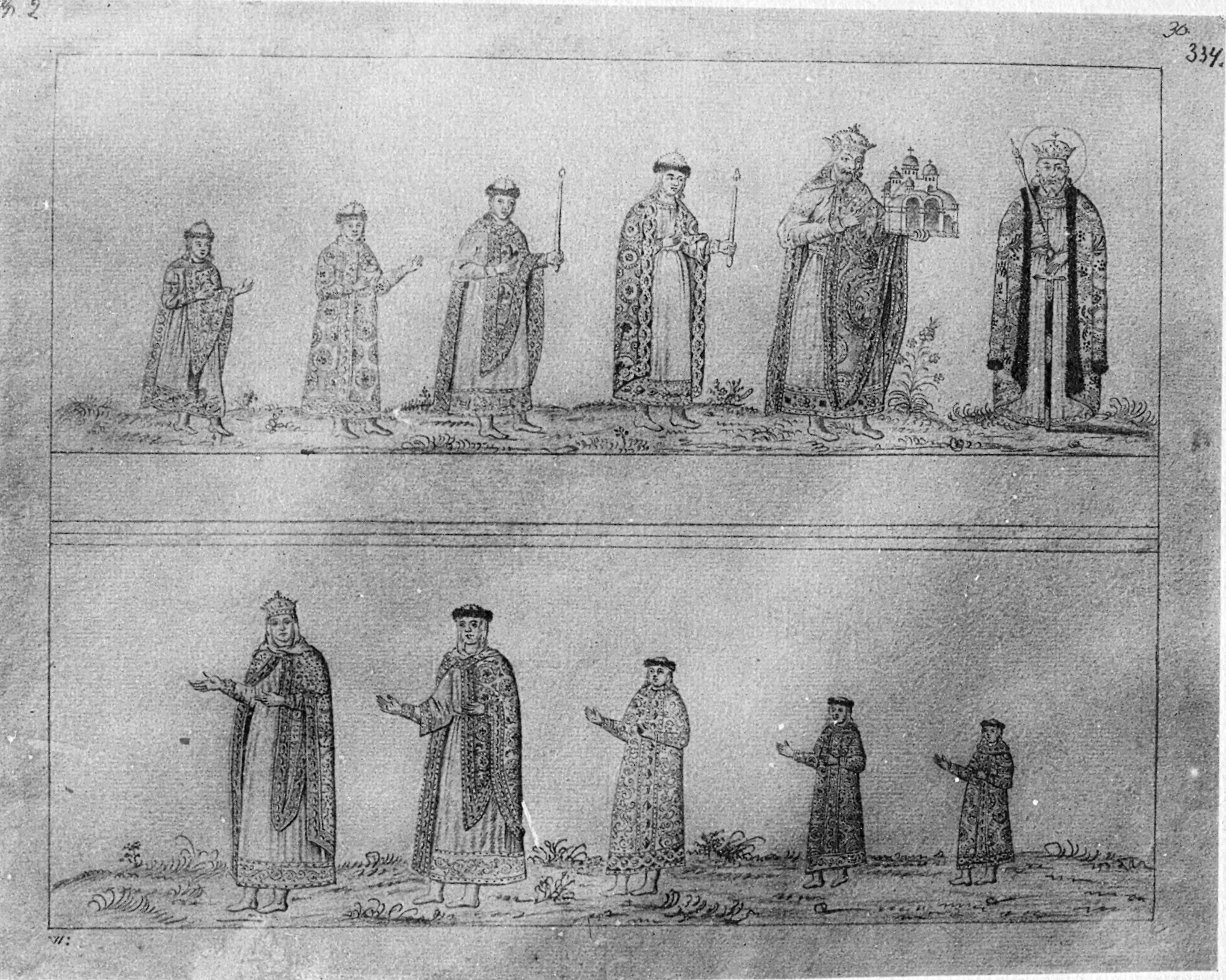
Копія замальовки 1651 року фресок XI століття з родиною Ярослава Мудрого у Софійському соборі, Володимир зображений у центрі зі скіпетром і мечем, а Ярослав поруч підносить батьку макет Софійського собору (автор замальовки 1651 року Абрагам ван Вестерфельд); за іншою версією на фресці було зображено родину саме Володимира, а не Ярослава, і він, а не Ярослав, зображений із макетом храму, який можливо представляє Десятинну церкву

До прийняття християнства за літописами Володимир утримував великі гареми. 300 наложниць у нього було у Вишгороді, 300 — у Білгороді (зараз село Білогородка), 200 — у Берестові. Але літописці зафіксували тільки «законні шлюби» князя і нащадків від них.
З літа 980 року третьою дружиною Володимира стала вдова Ярополка. Коли від цього зв'язку народився Святополк, супротивники Володимира говорили, що він «от двою отцю, от Ярополка и от Володимера». Подальша доля «грекині» невідома.
У 989 році 7-ю дружиною Володимира стала Анна. Перед нею була болгариня, яка згідно з «Повістю врем'яних літ» народила Бориса і Гліба. При цьому пізні літописи кажуть, що Борис і Гліб були дітьми Анни. Сьогодні більш схиляються до версії про те, що Борис і Гліб народилися від Анни, аргументуючи це можливими болгарськими коренями царівни.
- Олова (у сагах Аллогія донька шведського конунга Еріка Переможця, батька Олафа Еріксона, діда Інгігерди[34][35] — перший шлюб Володимира стався після смерті Олега, у кінці 976 року.
  - Вишеслав (бл. 980—бл. 995? до 1010), князь новгородський (990—1010)
- Рогнеда — яку зґвалтували на очах у її батька, стала другою дружиною Володимира взимку 977/978 року.
  - Ізяслав (981—1001), князь полоцький (бл.990—1001)
  - Мстислав Володимирович (980 — ~985 роки)
  - Ярослав (бл.983—20.02.1054), князь ростовський (990—?), великий князь київський (1015—1054)
  - Предслава (між 983/986— після 1011 до 1042) ∞ наложниця польського короля Болеслава І
  - Всеволод (між 983/984—до 1015), князь володимирський (990—1008/1013)
  - Прямислава (бл.987/988—?) ∞ Ласло Лисий, угорський князь
- грекиня — вдова Ярополка Святославича, стала третьою дружиною Володимира з літа 980 року
  - Святополк (981—після 1019), князь турівський (990—1015), великий князь київський (1015—1019) супротивники Володимира говорили, що він «от двою отцю, от Ярополка и от Володимера».
- Малфріда (962~968—1002) — чешка за походженням, напевно княжого роду. Можливо з племені требовлян, що належало до білих хорватів. Тоді на русі часто білих хорватів називали чехами. Шлюб близько 981 року.
  - Святослав (бл.982—1015), князь древлянський (990—1015)
- Адель — можливо була донькою перемишльського князя одного з хорватських князівств[36]. Шлюб близько 981 року.
  - Мстислав (бл.983—1036), князь тмутороканський (бл. 990/1010—1023), чернігівський (1015—1036)
  - Станіслав (бл.985—до 1015), князь смоленський (990—1015)
  - Судислав (бл.986? —1063), князь псковський (1014—1036)
- 2-га чешка або біла хорватка
- 1-ша булгарка — шлюб після тривалої війни проти Волзької Булгарії 985 року
- 2-га булгарка
- Анна Порфірогенета (963—1011 роки) — шлюб із сестрою імператора Василія II (дочкою імператора Романа II) після Херсонеської війни навесні 989 року.
  - Борис (л.986? —1015), князь ростовський (1010—1015)
  - Гліб (бл.987 ? —1015), князь муромський (1013—1015)
- Дочка графа Куно фон Енгінгена, внучка кайзера Оттона I (бл. 985—1018 роки) — шлюб після смерті Анни, у 1012 році.
  - Добронега (до 1011—1087) ∞ Казимир І, князь польський
- Діти від невідомої дружини:
  - Позвізд (до 988/989—1015 ?), мав володіння на Волині.

### Родовід
|  |                                                     |  |  |  |  |  |  |  |  |  |  |  |  |  |  |  |
|  | 8. Рюрик, літописний засновник династії Рюриковичів |  |  |  |  |  |  |  |  |  |  |  |  |  |  |  |
|  |                                                     |  |  |  |  |  |  |  |  |  |  |  |  |  |  |  |
|  |                                                     |  |  |  |  |  |  |  |  |  |  |  |  |  |  |  |
|  | 4. Ігор, князь київський                            |  |  |  |  |  |  |  |  |  |  |  |  |  |  |  |
|  |                                                     |  |  |  |  |  |  |  |  |  |  |  |  |  |  |  |
|  |                                                     |  |  |  |  |  |  |  |  |  |  |  |  |  |  |  |
|  | 9. Єфанда (?)                                       |  |  |  |  |  |  |  |  |  |  |  |  |  |  |  |
|  |                                                     |  |  |  |  |  |  |  |  |  |  |  |  |  |  |  |
|  |                                                     |  |  |  |  |  |  |  |  |  |  |  |  |  |  |  |
|  | 2. Святослав, великий князь київський               |  |  |  |  |  |  |  |  |  |  |  |  |  |  |  |
|  |                                                     |  |  |  |  |  |  |  |  |  |  |  |  |  |  |  |
|  |                                                     |  |  |  |  |  |  |  |  |  |  |  |  |  |  |  |
|  | 5. Ольга, княгиня київська                          |  |  |  |  |  |  |  |  |  |  |  |  |  |  |  |
|  |                                                     |  |  |  |  |  |  |  |  |  |  |  |  |  |  |  |
|  |                                                     |  |  |  |  |  |  |  |  |  |  |  |  |  |  |  |
|  | 1. Володимир, великий князь київський               |  |  |  |  |  |  |  |  |  |  |  |  |  |  |  |
|  |                                                     |  |  |  |  |  |  |  |  |  |  |  |  |  |  |  |
|  |                                                     |  |  |  |  |  |  |  |  |  |  |  |  |  |  |  |
|  | 12. Низкиня, князь древлян                          |  |  |  |  |  |  |  |  |  |  |  |  |  |  |  |
|  |                                                     |  |  |  |  |  |  |  |  |  |  |  |  |  |  |  |
|  |                                                     |  |  |  |  |  |  |  |  |  |  |  |  |  |  |  |
|  | 6. Мал, князь древлян                               |  |  |  |  |  |  |  |  |  |  |  |  |  |  |  |
|  |                                                     |  |  |  |  |  |  |  |  |  |  |  |  |  |  |  |
|  |                                                     |  |  |  |  |  |  |  |  |  |  |  |  |  |  |  |
|  | 3. Малуша, ключниця                                 |  |  |  |  |  |  |  |  |  |  |  |  |  |  |  |
|  |                                                     |  |  |  |  |  |  |  |  |  |  |  |  |  |  |  |
|  |                                                     |  |  |  |  |  |  |  |  |  |  |  |  |  |  |  |

## У фольклорі
Парні образи Володимира (у хрещенні — Василя) і його матері Малки представлені в українських обрядових піснях новорічного циклу, де відобразилися у фольклорних фігурах Василя і Маланки (Меланки, Миланки). У церковному календарі день святої Меланії Римлянки завершує річне коло, день святого Василя Великого його починає. Ця календарна обставина зблизила в народній уяві святого Василія і преподобну Меланію, перетворивши їх у стійку фольклорну пару, зберігши не тільки згадки про реальних історичних персонажів (Володимира і Малку), а й низку деталей, які відбивають правові норми Х ст. і характеризують тодішній побут.

## Вшанування пам'яті

### Пам'ятники
Україна
- Білгород
- Білогородка
- Володимир
- Володимирівка
- Зимне
- Івано-Франківськ
- Київ
- Київ
- Кривий Ріг
- Ланівці
- Севастополь

Закордон
- Астрахань
- Брисбен
- Буенос-Айрес
- Владімір
- Гданськ
- Лондон
- Москва
- Новочебоксарськ
- Санкт-Петербург
- Торонто
- Тула

#### Галерея

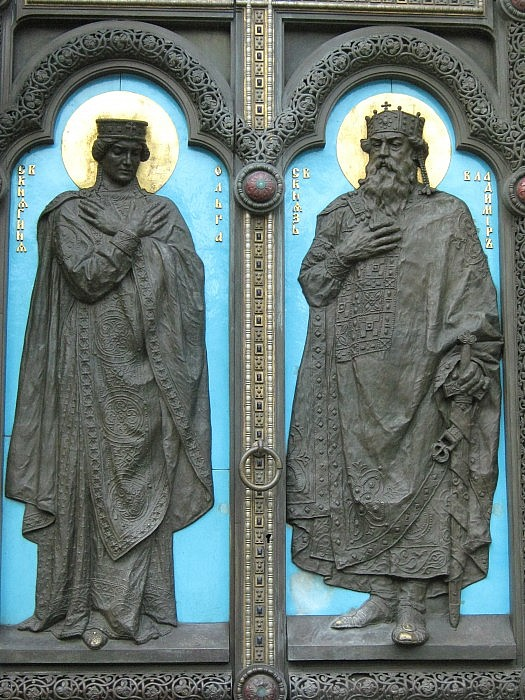
Ворота Володимирського Собору із зображенням Ольги та Володимира
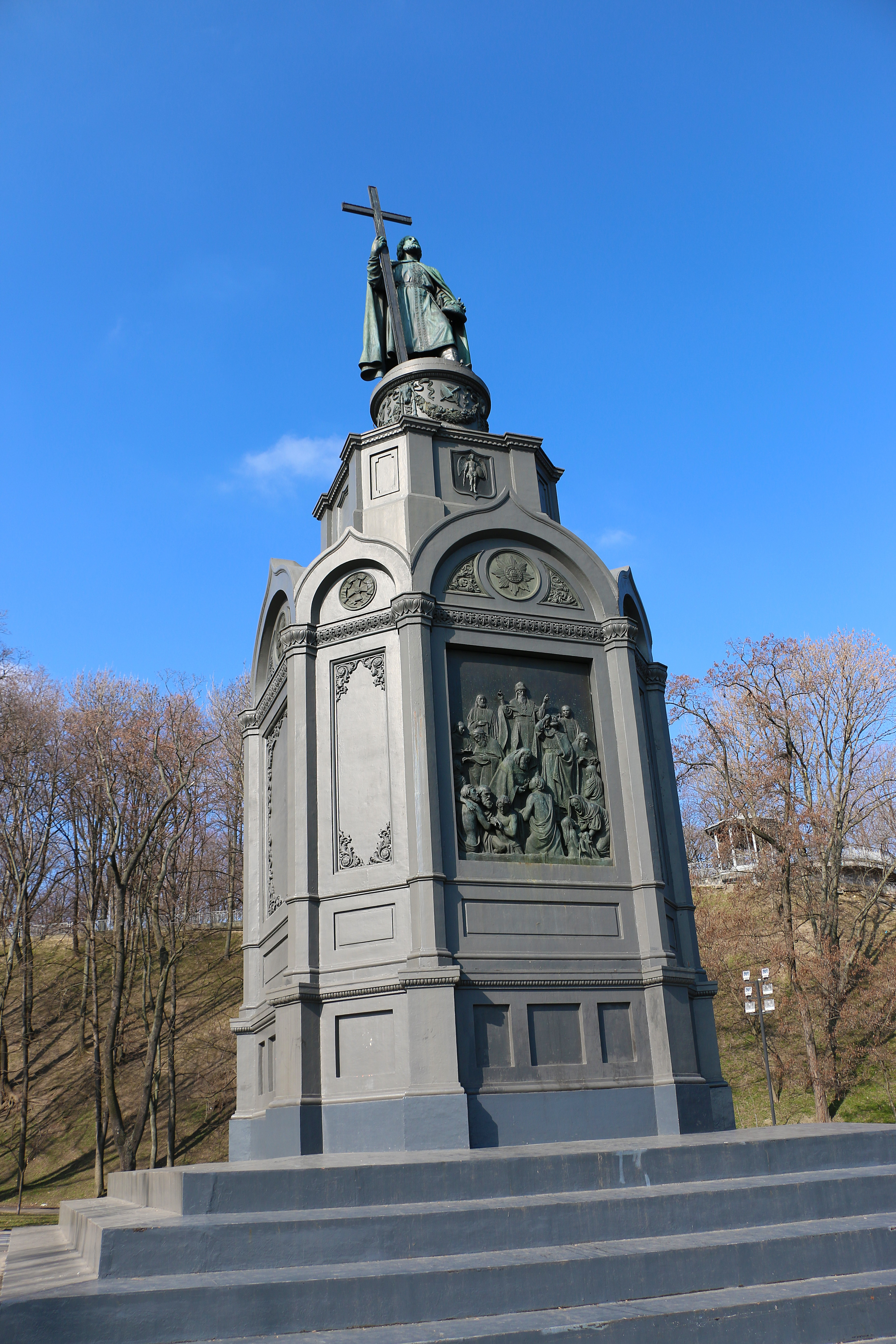
Пам'ятник Володимиру Великому у місті Київ
Пам'ятник Володимиру Великому у місті Кривий Ріг
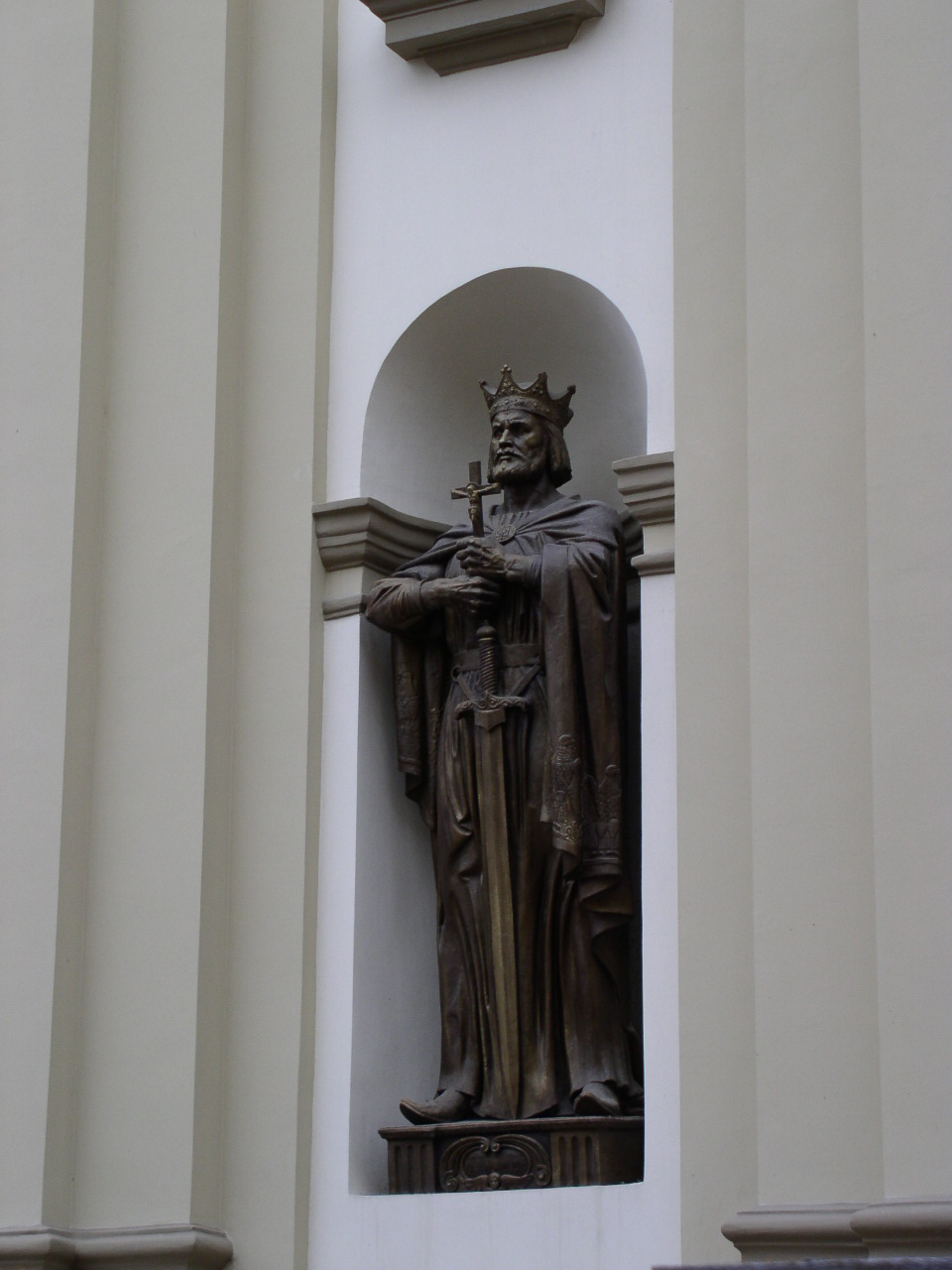
Скульптура Володимира Великого у Івано-Франківську
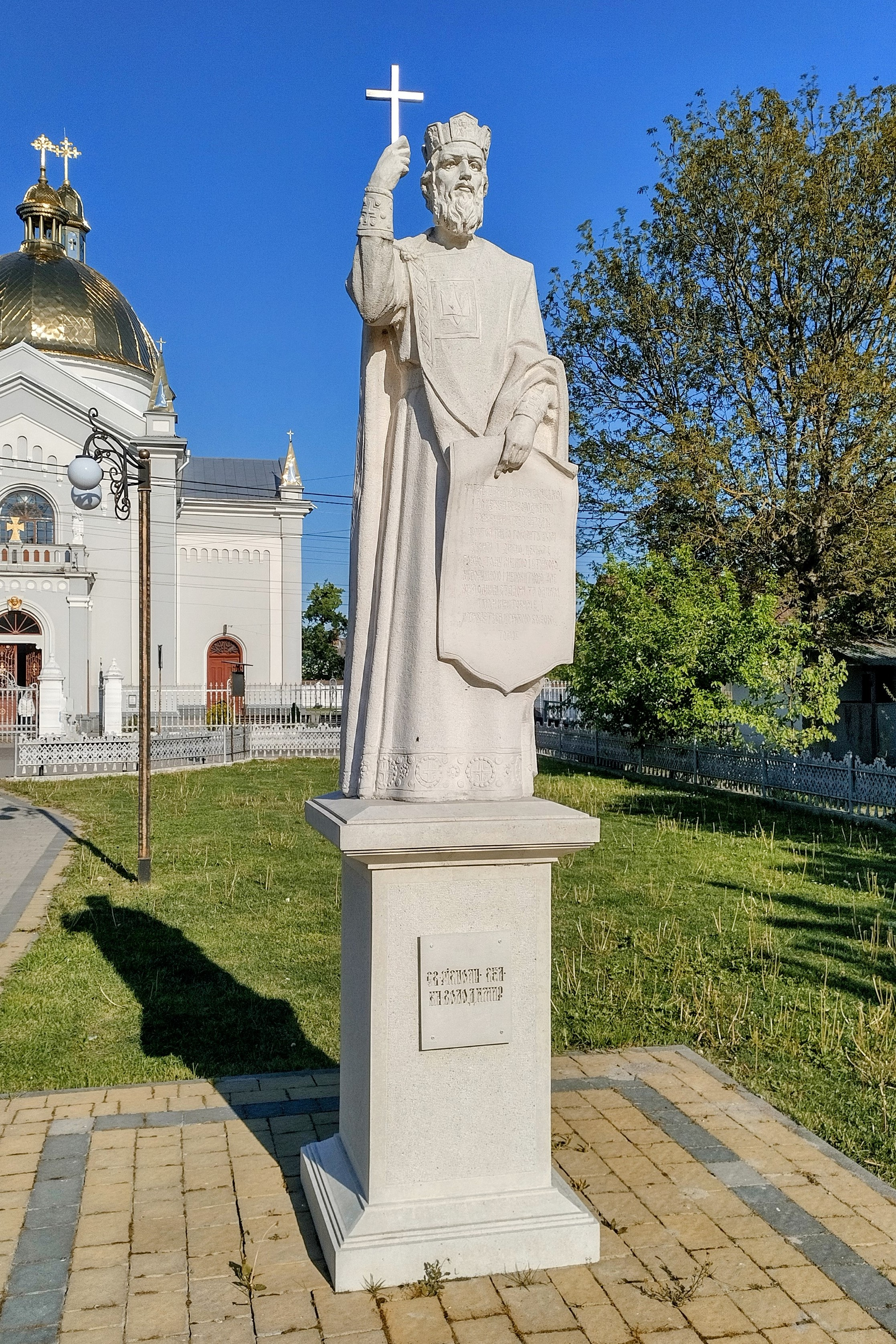
Скульптура Володимира Великого у Кам'янці-Бузькій
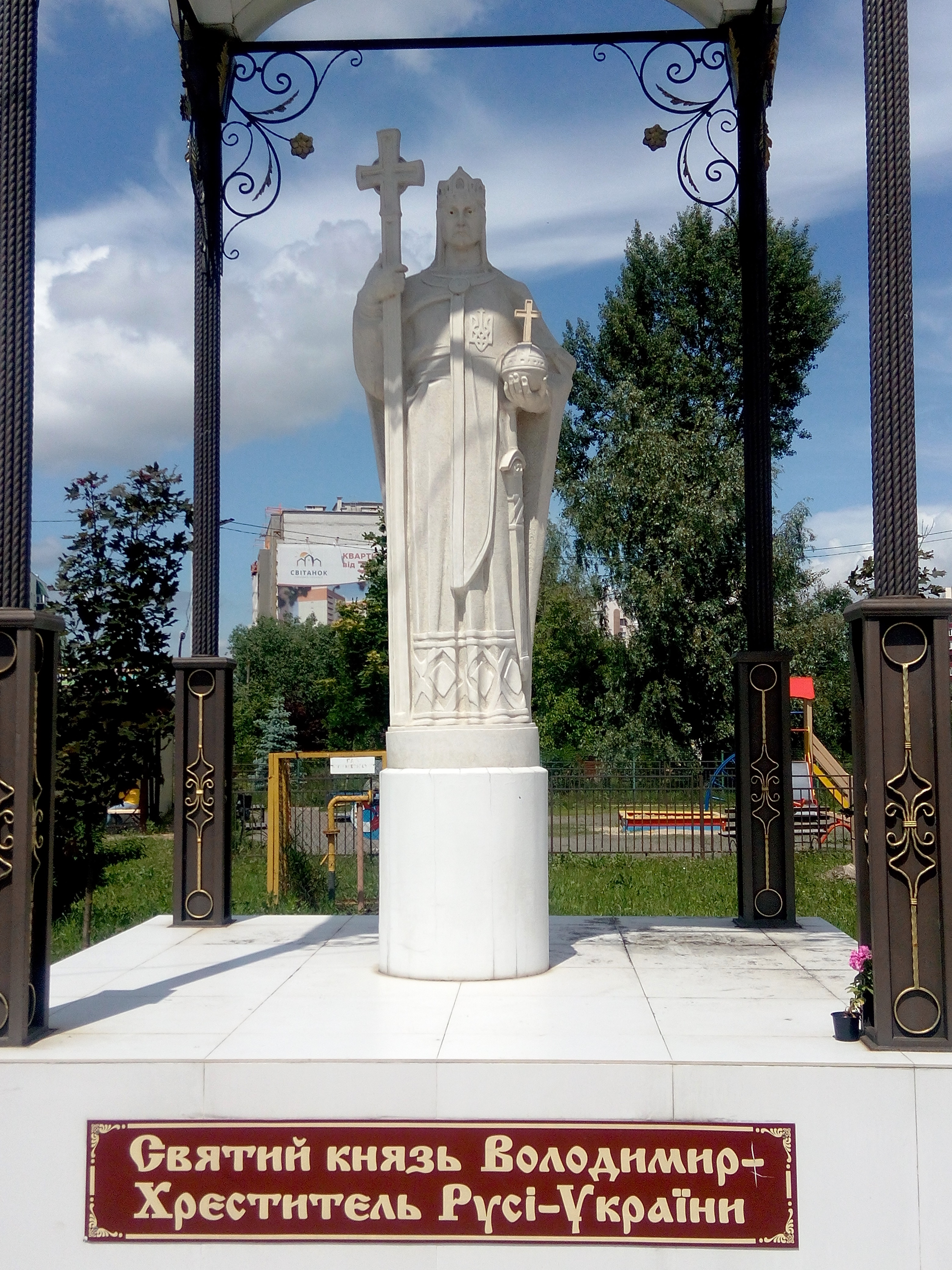
Скульптура Володимира Великого в Борисполі
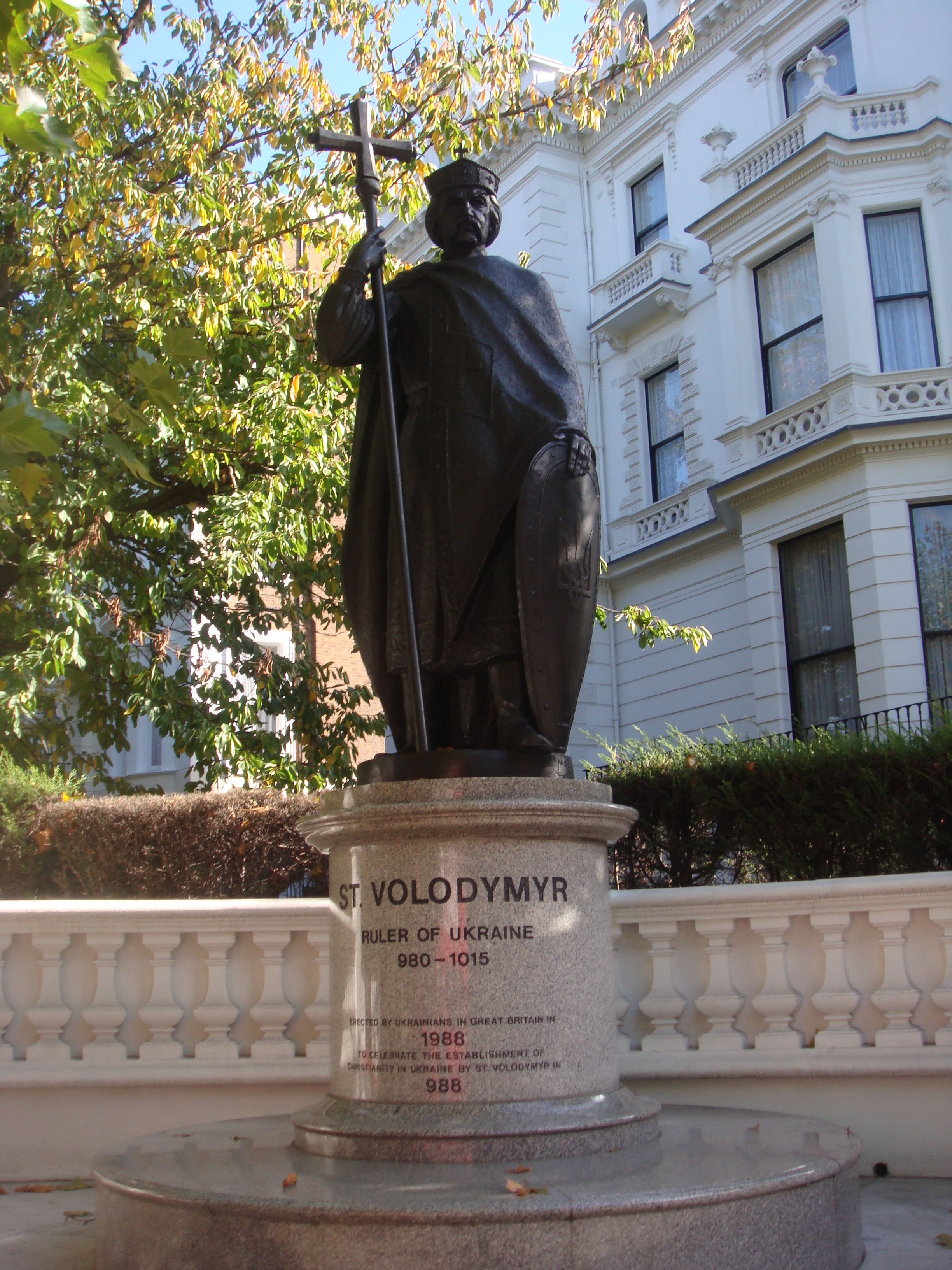
Пам'ятник Володимиру Великому у Лондоні
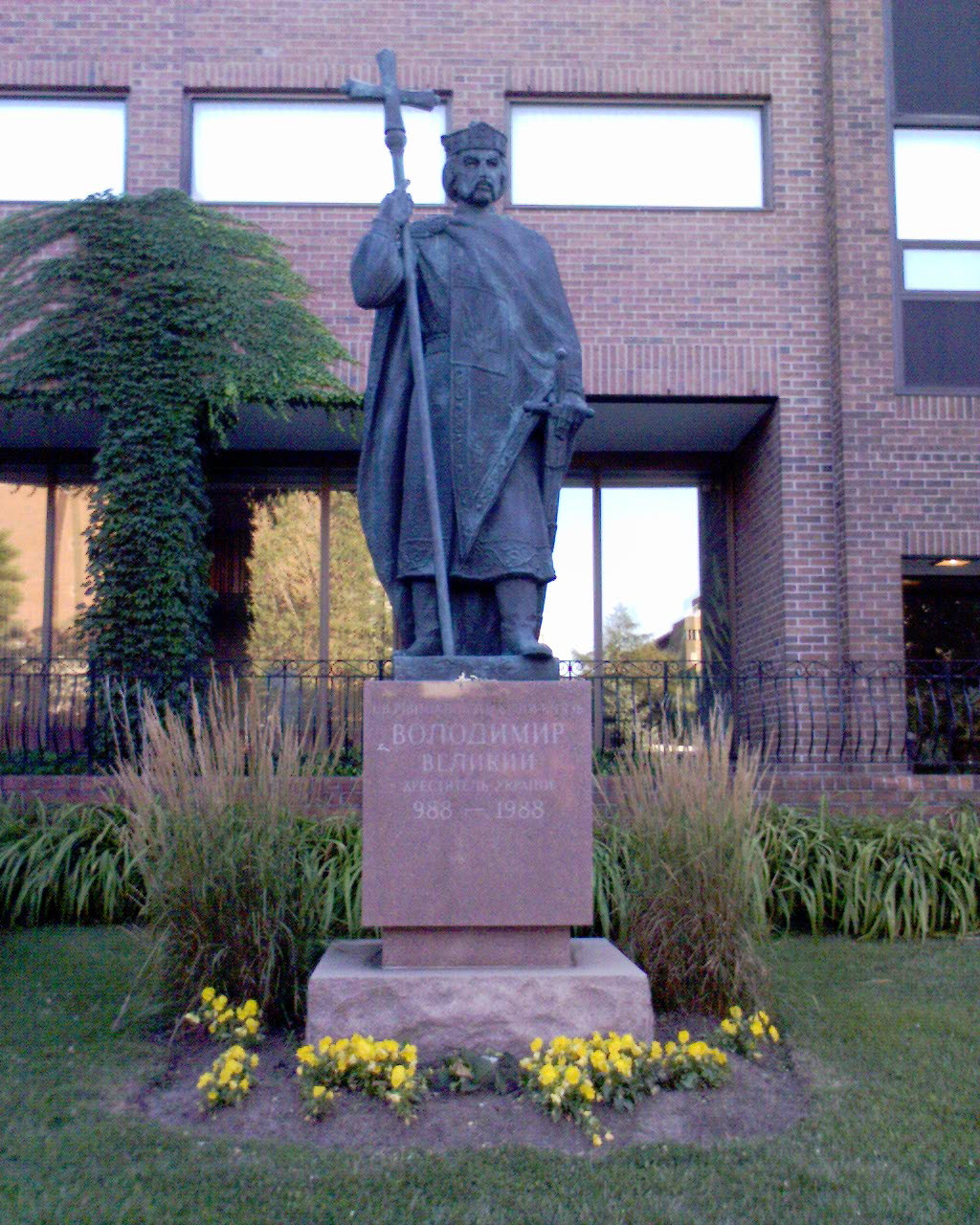
Пам'ятник Володимиру Великому у місті Торонто
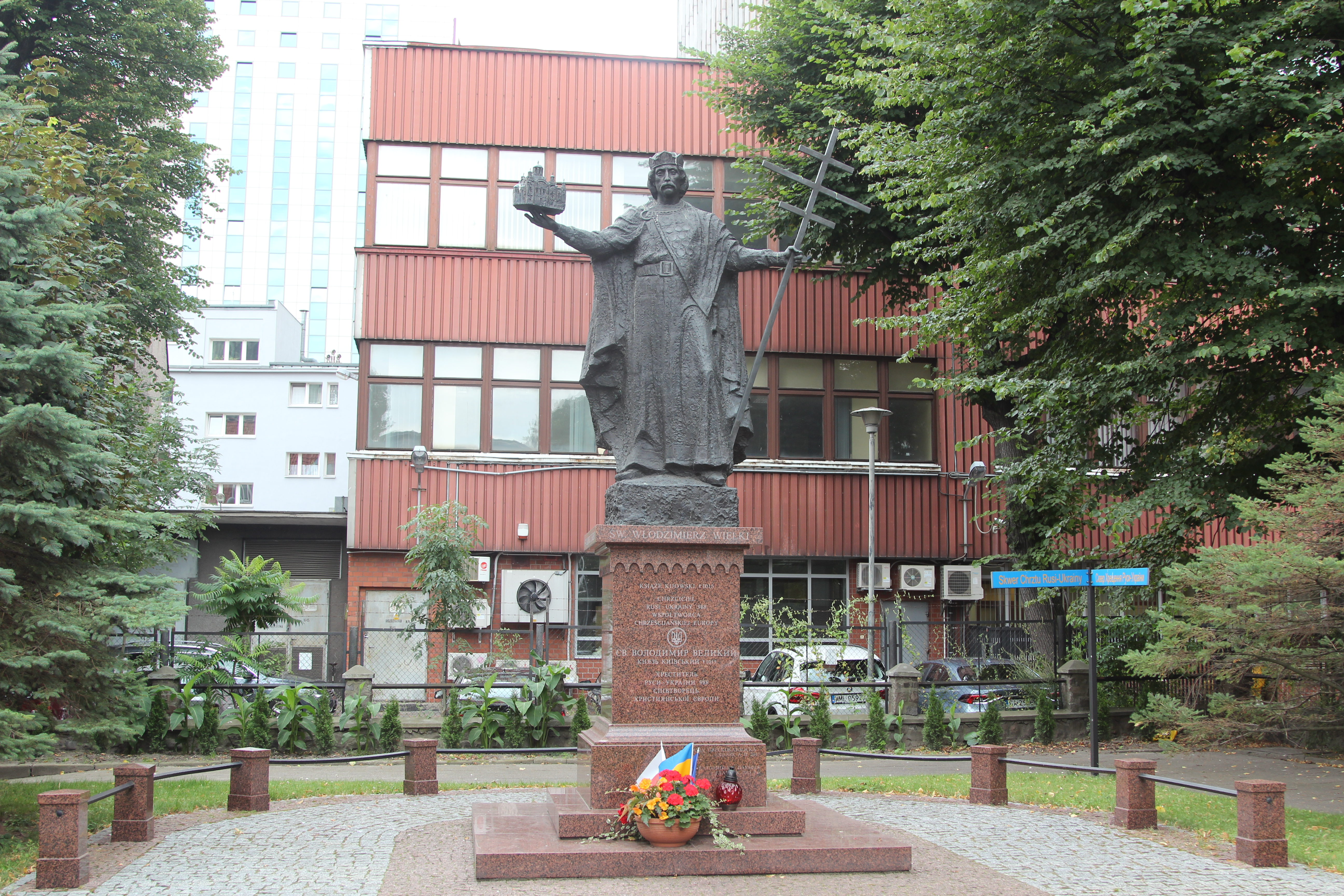
Пам'ятник Володимиру Великому у місті Гданськ
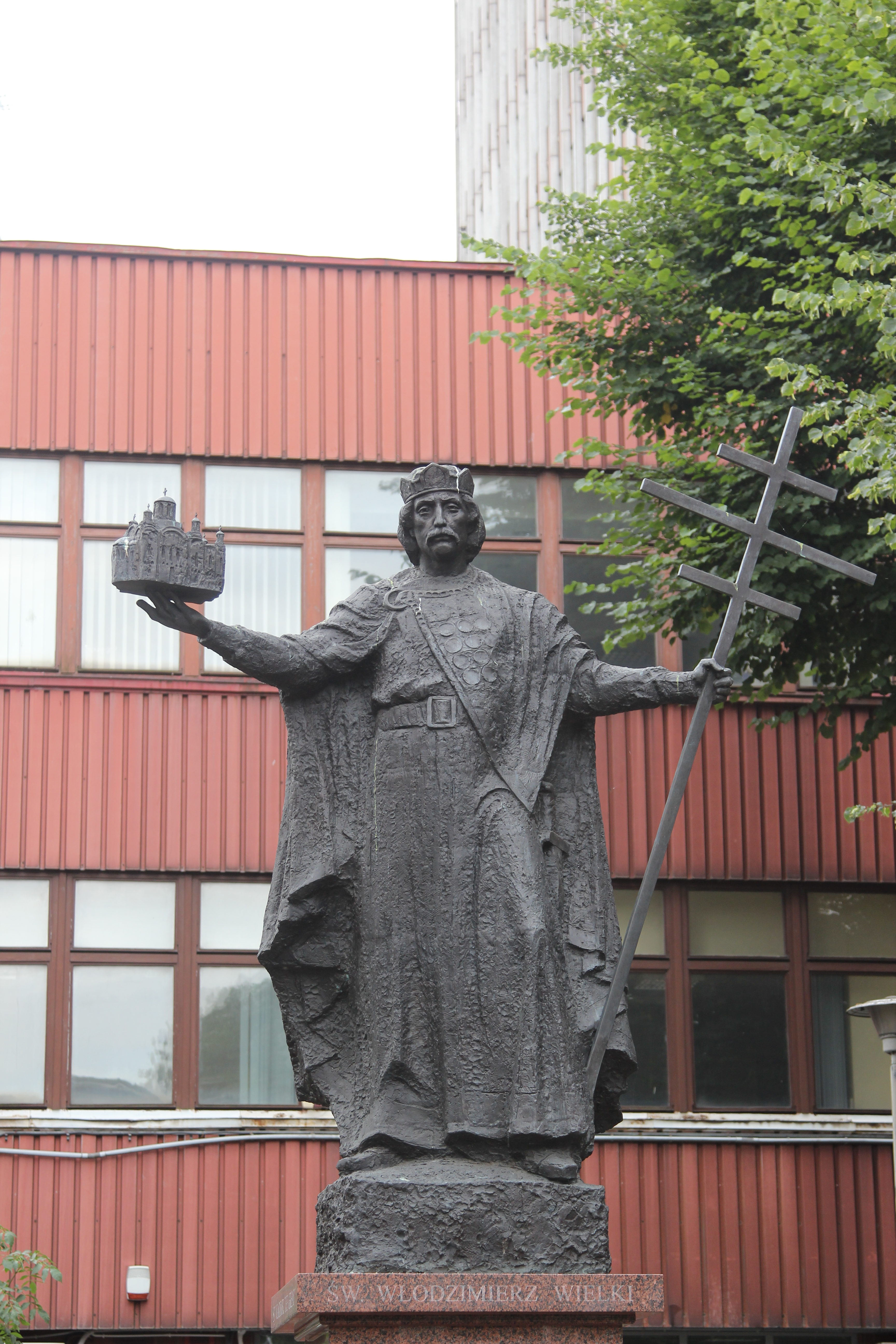
Пам'ятник Володимиру Великому у місті Гданськ

### У боністиці, нумізматиці, філателії
Враховуючи загальновизнаний вплив Володимира Великого на розвиток державності та суспільного життя на землях сучасної України, його зобразили на лицьовому боці усіх різних видів банкнот номіналом 1 гривня і чотирьох монетах України (за вагомий внесок в історію України). Також пам'ятник Володимиру Хрестителю на Володимирській гірці в Києві зобразили на банкноті номіналом 100 000 купонів. Портрет Володимира Святославича є на поштовій марці України, присвяченій 1000-річчю з дня смерті князя.

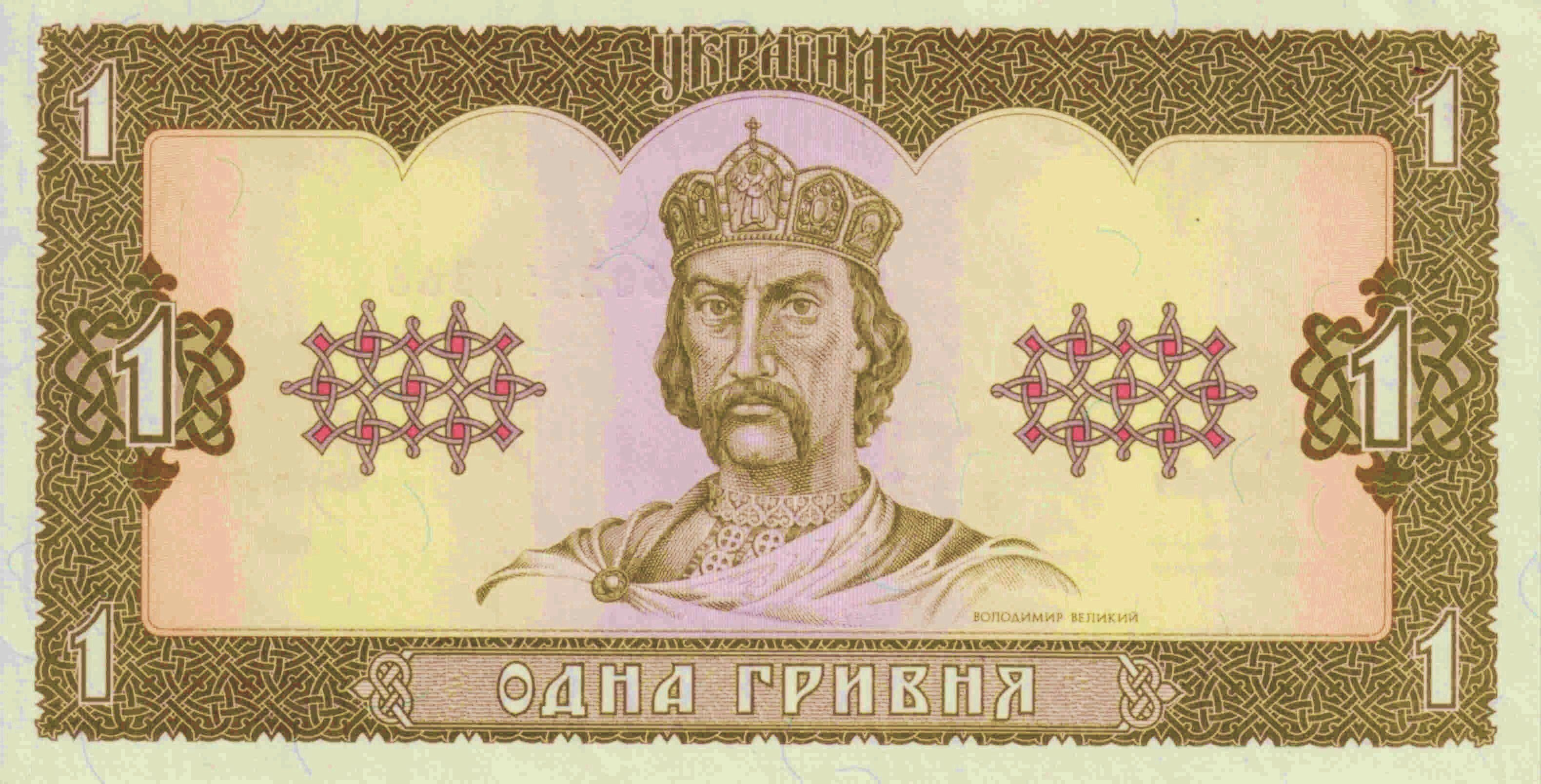
1 гривня зразка 1996 року.
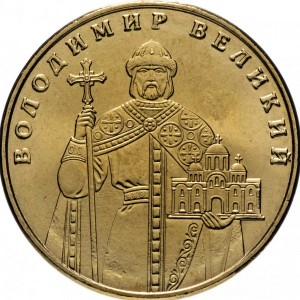
обігова монета номіналом 1 гривня, 2014 рік
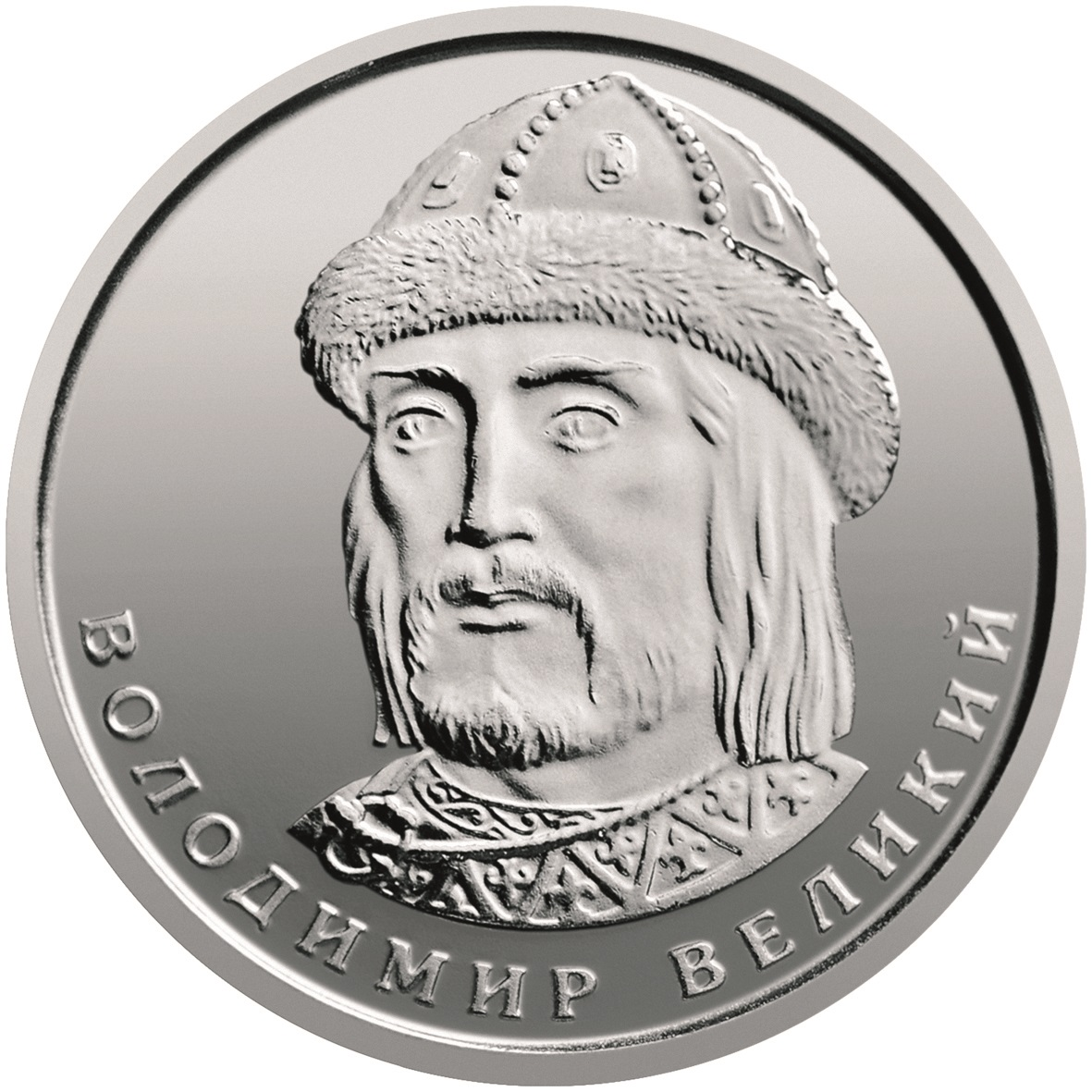
«Володимир Великий» обігова монета номіналом 1 гривня, 2018 рік

### Топоніми
- місто Володимир Волинської області.
- Вулиця Володимира Великого у містах України.
- Вулиця Володимирська у містах України.
- Володимирська вулиця у місті Київ.
- Проспект Князя Володимира у місті Біла Церква.
- У місті Запоріжжя є вулиця Святоволодимирівська.
- Вулиця Святого Володимира у містах Нововолинськ, Шептицький.
- Проспект Князя Володимира Великого у місті Одеса[38]
- Вулиця Святого Володимира у місті Картерет (Нью-Джерсі)[39]

### Храми
Україна:
- Володимирський собор у місті Київ.
- Володимирський собор на території Херсонесу.
- Церква святого Володимира у місті Шептицький.
- Церква святого Володимира у місті Кропивницький.
- Церква святого Володимира у місті Теребовля.
- Церква святих Володимира і Ольги у місті Львів.
- Церква святих Володимира і Ольги у місті Івано-Франківськ.
- Церква святих Володимира і Ольги у місті Ходорів.
- Церква святого Володимира і Ольги у місті Стрий.
- Монастир святого Володимира Великого у місті Херсон.
- Собор Святого Рівноапостольного Князя Володимира Великого у місті Чортків.

Канада:
- Собор святого Володимира у місті Торонто.
- Собор святого Володимира у місті Калгарі.
- Церква Святих Володимира і Ольги у місті Віндзор.
- Український католицький собор Святих Володимира і Ольги у місті Вінніпег.

США:
- Собор святих Володимира і Ольги УГКЦ у місті Чикаго.

Австралія:
- Церква святого Володимира УГКЦ у місті Канберра.

Франція:
- Собор святого Володимира Великого у місті Париж.

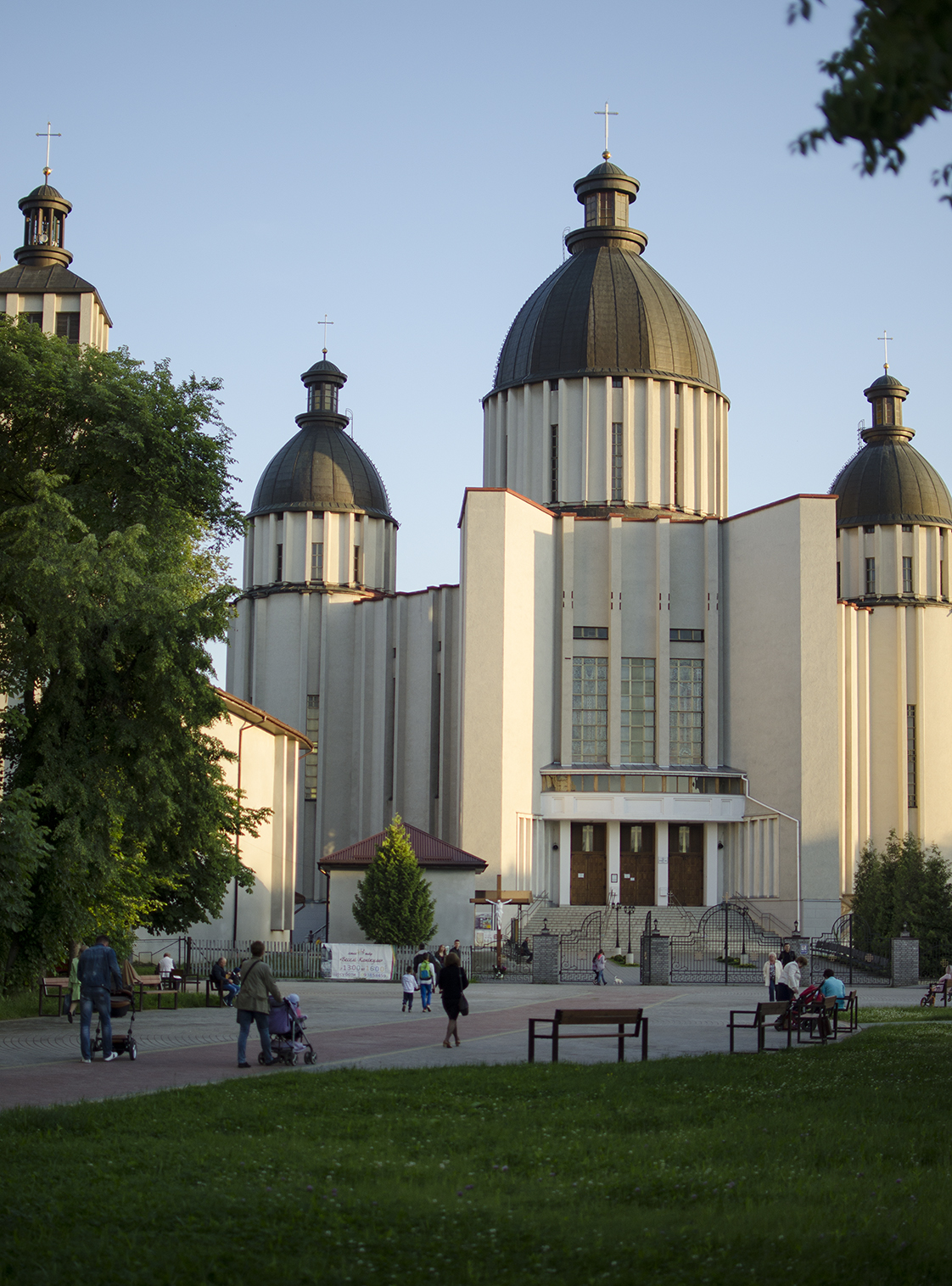
Церква святих Володимира і Ольги у місті Львів
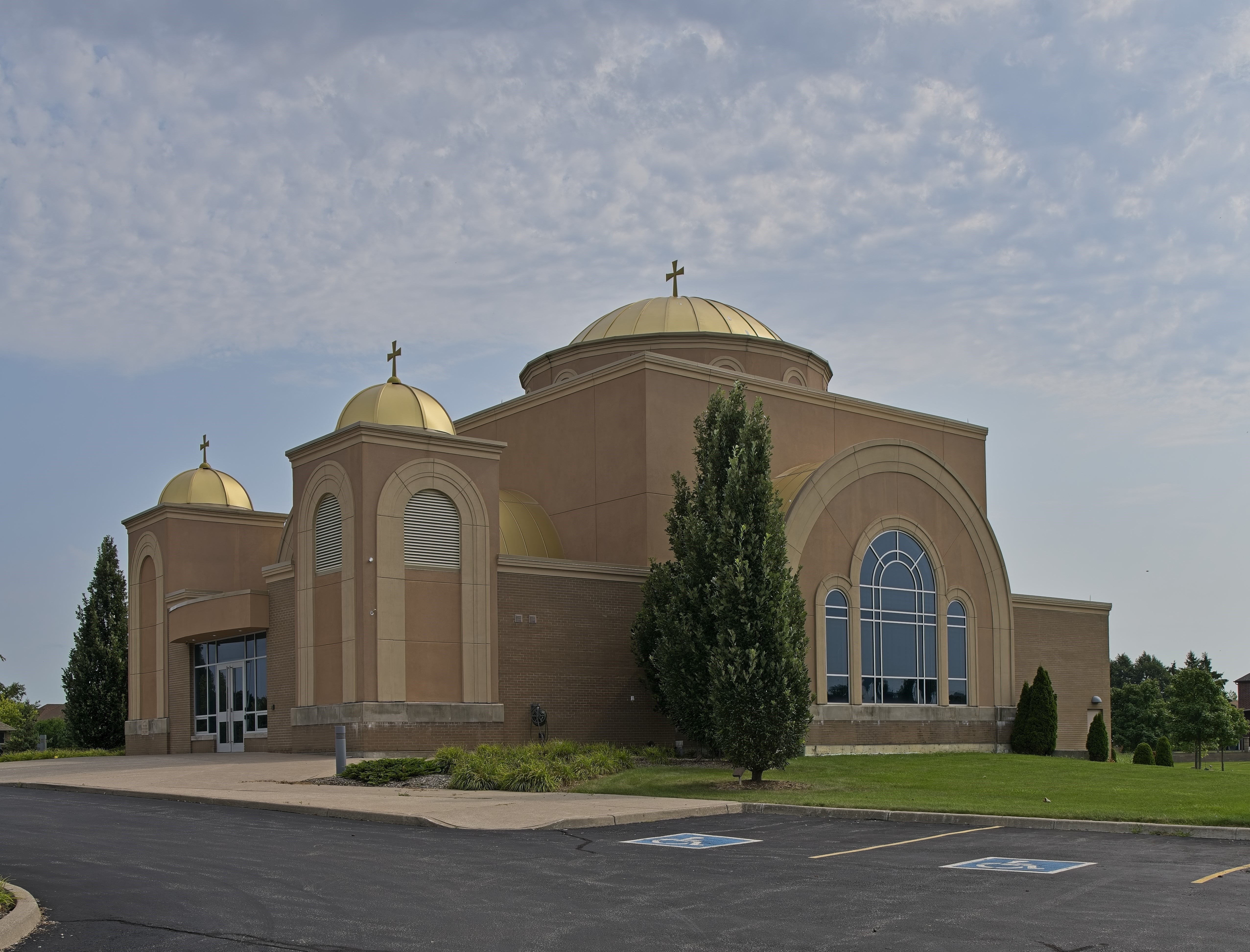
Церква Святих Володимира і Ольги у місті Віндзор (Канада)
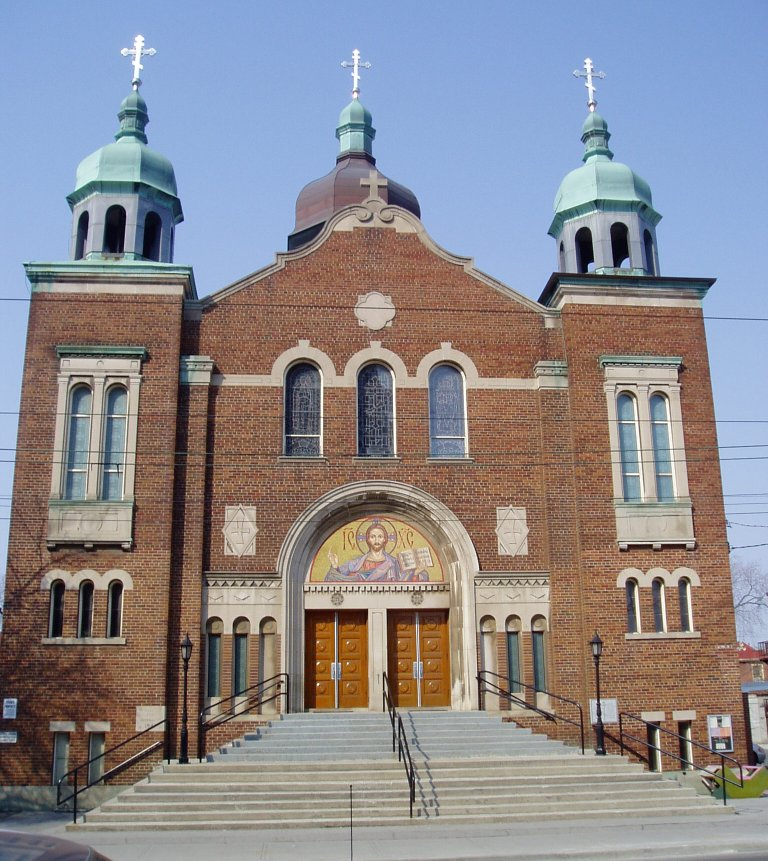
Український православний собор святого Володимира у місті Торонто

### Установи

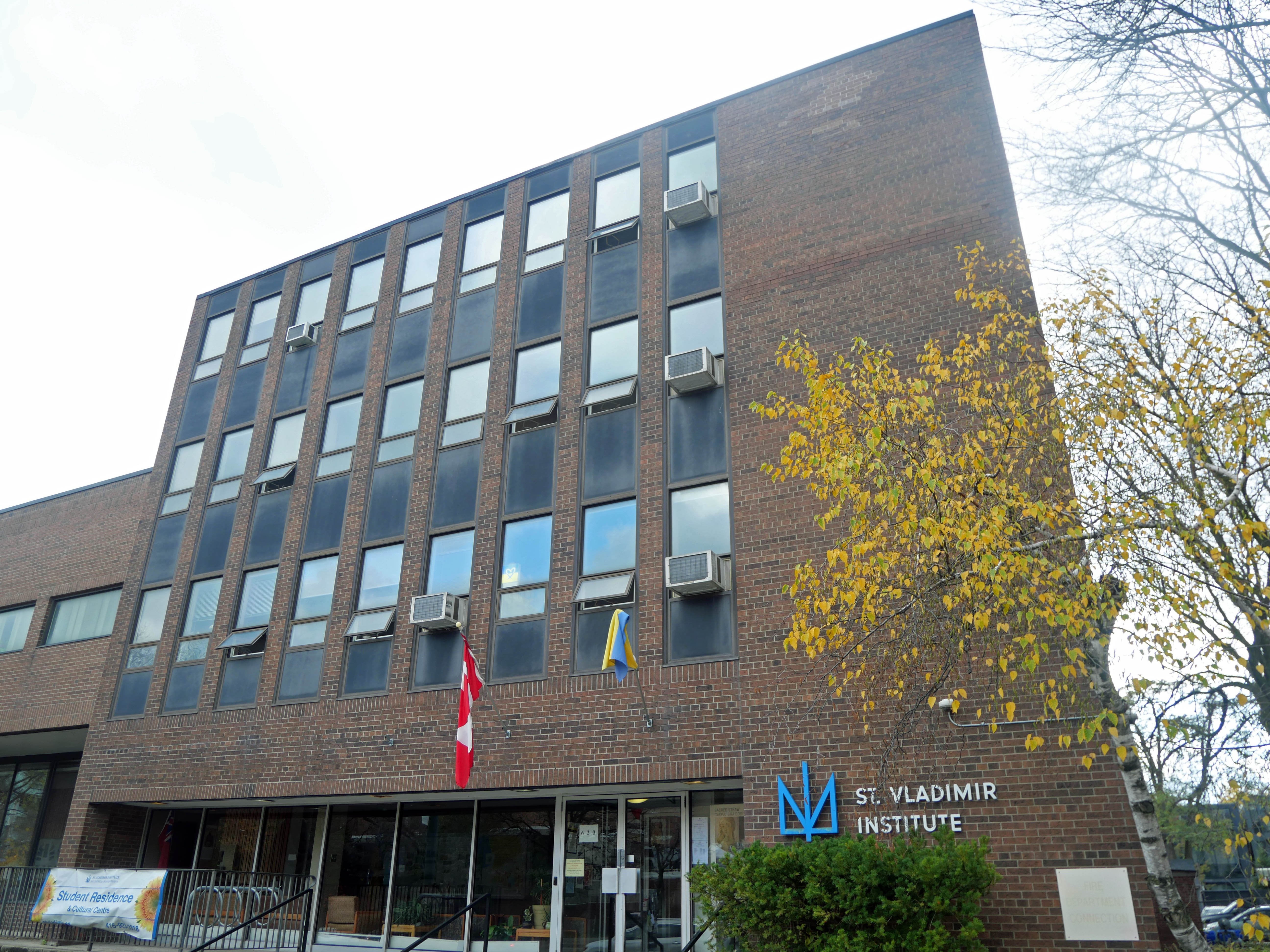
Інститут Святого Володимира у місті Торонто

Інститут Святого Володимира у місті Торонто.
105-й прикордонний загін імені князя Володимира Великого Державної прикордонної служби України.
24 серпня 2021 року 138-й центр спеціального призначення (протидії диверсіям та терористичним актам) отримав почесне найменування «імені князя Володимира Святославича».

### Мозаїка
Мозаїчні зображення Володимира Великого та княгині Ольги, зроблені ватиканськими майстрами на кошти української громади, знаходяться у Соборі Святого Петра з 1989 року. Урочисте відкриття мозаїк, в ході якого їх освятив особисто святий Папа Римський Іван Павло ІІ, було приурочене до 1000-ліття хрещення Руси-України.

### 1000-річниця упокоєння
25 лютого 2015 року Президент України Петро Порошенко підписав Указ «Про вшанування пам'яті князя Київського Володимира Великого — творця середньовічної європейської держави Руси-України». У 2015 році встановлено пам'ятник Володимиру Великому у Гданську (Польща). Національний банк України випустив пам'ятну монету «Київський князь Володимир Великий».

## Канонізація

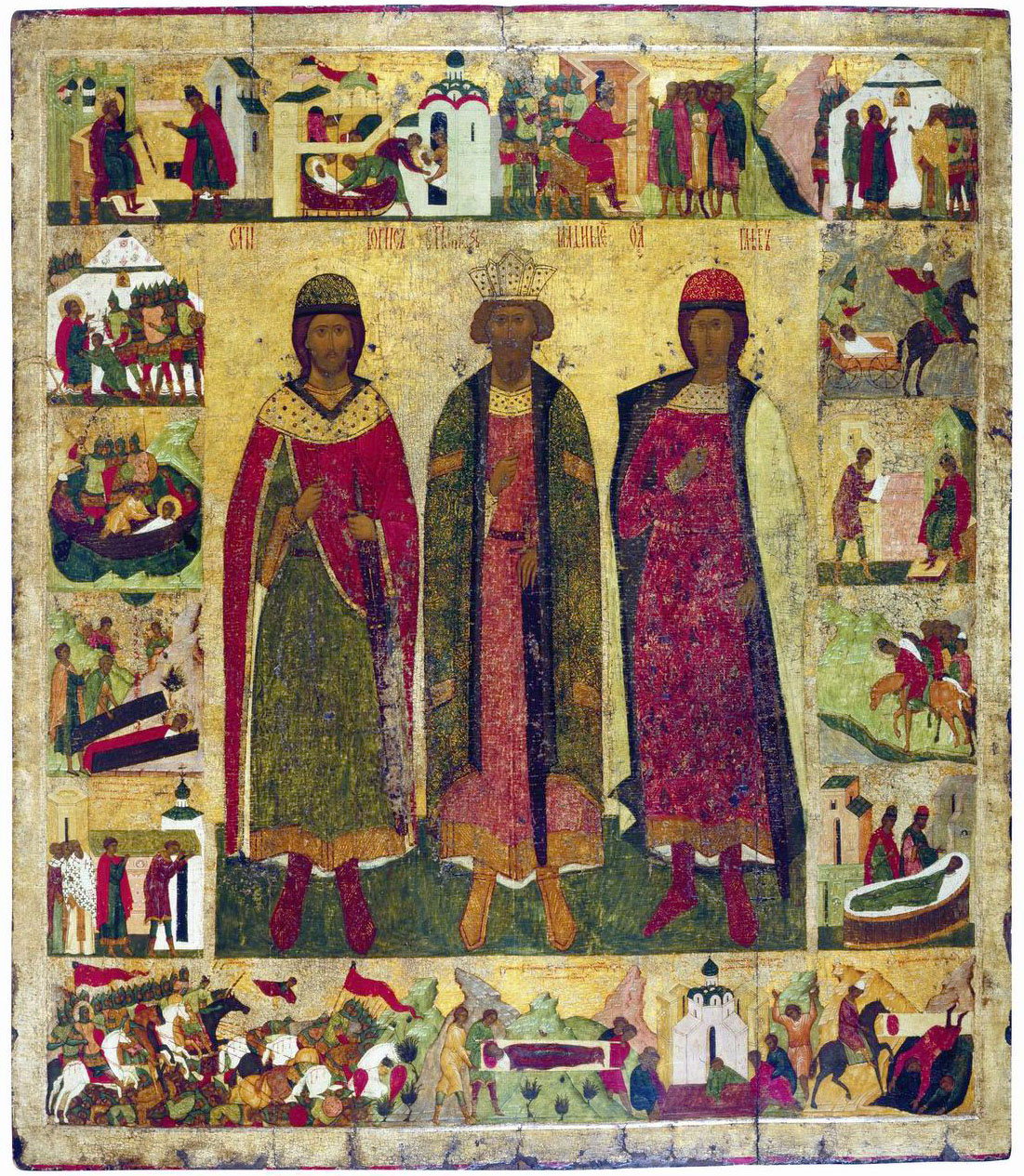
Князі Володимир (по центру), Борис і Гліб, з житіями Бориса і Гліба (московська ікона, XVI ст., Третьяковська галерея)

Володимира Святославовича вшановують як рівноапостольного святого у католицькій і православній традиціях. Проте церковних документів про офіційну канонізацію київського князя немає. Спомин у Римо-Католицькій та Українській греко-католицьких церквах відбувається 15 липня.
Перші свідчення про вшанування святості київського князя Володимира Святославича датують XIV століттям. У календарі Євангелія 1380-х років, що походить із Московського князівства, Володимира назвали «святим». На думку С. Горбика, цим московські князі намагалися довести своє право на спадщину Київської Русі. Натомість у руській київській традиції — українських і білоруських церковних текстах — згадок про святість Володимира немає до XVII століття.
1635 року київський митрополит Петро Могила став вшановувати «мощі Володимира», які він знайшов у руїнах Десятинної церкви. Відтоді Володимира проголосили рівноапостольним, помісним святим, патроном Київської митрополії й Русі-України, що перебувала на той час у складі Корони Королівства Польського. Проте «Требник» (1646) Петра Могили не згадує князя Володимира серед святих.
З Православної церкви традиція вшанування Володимира перейшла до Української греко-католицької церкви та Римо-католицької церкви.

### Монографії
- Войтович Л. 3.1. Династія Рюриковичів. //  Князівські династії Східної Європи (кінець IX — початок XVI ст.). Львів: Інститут українознавства, 2000.
- Войтович Л. Княжа доба: портрети еліти. Біла Церква : Видавець Олександр Пшонківський, 2006.
- Гильфердинг А. Ф. Неизданное свидетельство современника о Владимире Святом и Болеславе Храбром. Москва, 1856.
- Древняя Русь в свете зарубежных источников / под редакцией Е. А. Мельниковой. Москва: Логос, 1999.
- Карпов А. Ю. Владимир Святой. Москва: Молодая гвардия, 1997 (Жизнь замечательных людей, № 738).
- Ричка В. Володимир Святий в історичній пам'яті. Київ: Скіф, 2012.
- Диба Ю. Батьківщина святого Володимира: Волинська земля у подіях X століття [Архівовано 24 вересня 2016 у Wayback Machine.] (Міждисциплінарні нариси ранньої історії Руси-України). — Львів: Видавництво «Колір ПРО», 2014. — 484 с.: іл. — (Серія «Невідома давня Україна». — 1)

### Статті
- Войтович Л. Гольмґард: де правили руські князі Святослав Ігоревич, Володимир Святославич та Ярослав Володимирович?] // Український історичний журнал. К., 2015. № 3 (522) (травень—червень). С. 37—55.
- Юсупович А. Чи ходив Вололимир Великий на/до ляхів? (польсько-руські відносини наприкінці Х — на початку ХІ с.)] // Український історичний журнал. К., 2015. № 5 (524) (вер.—жовт.). С. 43—69.  [Архівовано 11 листопада 2019 у Wayback Machine.]
- Федотов Г. П. Канонизация Святого Владимира // Владимирский сборник. Белград, 1938.

### Довідники
- Котляр, М. Ф. Володимир Святославич Святий [Архівовано 3 червня 2016 у Wayback Machine.] // Енциклопедія історії України : у 10 т. / редкол.: В. А. Смолій (голова) та ін. ; Інститут історії України НАН України. — К. : Наукова думка, 2003. — Т. 1 : А — В. — С. 619. — ISBN 966-00-0734-5.
- Ричка, В. Володимир Великий // Політична енциклопедія / редкол.: Ю. Левенець (голова), Ю. Шаповал (заст. голови). — К. : Парламентське видавництво, 2011. — С. 117-118. — ISBN 978-966-611-818-2.
- Володимир Святославич // Історія України в особах: IX—XVIII ст. — К. : Видавництво «Україна», 1993. — 396 с.
- Завитневич, В. Владимир Святой [Архівовано 10 грудня 2019 у Wayback Machine.] // Православная Богословская Энциклопедия. Том 3. Петроград, 1902.
- Серёгина, Н. С.; Преображенский, А. С. Владимир (Василий) Святой [Архівовано 2 грудня 2019 у Wayback Machine.] // Православная Энциклопедия. Т. 8, С. 690—718